# 谷山紀章
谷山 紀章（たにやま きしょう、1975年8月11日 - ）は、日本の男性声優、歌手。山口県宇部市出身。賢プロダクション所属。

## 来歴
山口県立宇部中央高等学校卒。
アニメ映画『AKIRA』を観て声優に興味を持つ。1994年、高校卒業後に上京し、声優になるべく代々木アニメーション学院に通い出す。1995年、後に賢プロダクションへ所属。声優デビューは、『銀河英雄伝説』の一兵士役。
2010年5月3日、GRANRODEOのボーカルとして男性声優では初の日本武道館で単独ライブを開催した。
2012年3月2日、第6回声優アワードにて『うたの☆プリンスさまっ♪』のユニット「ST☆RISH」として歌唱賞を受賞。

## 人物
雑誌などで使われるキャッチコピーは「声優界の異端児」。GRANRODEOでデビューする前のソロのころに、レコード会社のディレクターから勝手にキャッチコピーをつけられたという。
声優業では演技・役作りなどに拘らず、本能で役に入り込むという。ただし、テレビで役所広司が言った「役作りでは演じる役柄の嫌なところをまず見つける」という言葉には深く感じたことはあるという。
影響を受けた人物として、声優では古川登志夫と安原義人、歌手ではB'zの稲葉浩志、岡村靖幸、吉川晃司などの名前を挙げている。

### 趣味・嗜好
読書をよくする。好きなジャンルは漫画、小説（特に角川ホラー文庫）から絵本まで様々。好きな作家は貴志祐介。休みの日は家でDVD鑑賞などをして過ごすことが多いという。本人曰く「面倒臭がりなため、基本的に何かをするために外に出て行くって発想がない」とのこと。また、夏が苦手だが、涼しげな日は自転車で出かけることもある。
好きな食べ物は肉。以前は牛肉もよく食べていたが「消化が悪くそのまま体に付く」との理由で、主に豚肉を食べる。豚カツも好きであるが、脂身を嫌うため、ヒレカツのみ。目玉焼き、カレーには醤油推奨派。納豆も好む。苦手な食べ物は梅干しで、梅味のお菓子も苦手。また梅干し以外の漬物類、グリーンピース、ナスも苦手。麦焼酎のいいちこを好み、2018年にいいちこアンバサダーに認定された。
服装は柄物が好きで、特に豹柄を好む。
喫煙者だったが、2014年からは禁煙中。

### エピソード
賢プロダクション相談役の野村道子は、専門学校時代の谷山を「ツッパッていた」と語る。学内オーディションにて野村が「あの谷山って子がいいわ」と講師たちに推すと「生意気だからやめたほうがいい」と全員に反対された。だが「生意気なくらいが丁度いいわよ」と谷山を選んだ。理由として「ツッパッてる子は、その分頑張らないとカッコ悪い。だからツッパッているのはそれだけやる証拠だと思ってね」とのこと。その後野村が「ブレイクして良かったね」と谷山に言うと「道子さん、（売れるまで）10年かかるって言ったじゃないですか」と話したという。
『天元突破グレンラガン』で谷山が声を演じたキタンは、早い段階で退場する予定だったが、ガイナックスの製作スタッフが谷山が演じるキタンを見て「キタンはこういう面もあったのか」、「もっと面白い描き方ができるのでは」と設定を変更してキタンの寿命が延びることになった。
2014年に痛風を発症した。
2019年9月14日に行われた全国ツアー「GRANRODEO LIVE TOUR 2019 "FAB LOVE"」北海道・Zepp Sapporo公演5曲目演奏中に右足を負傷。後右足アキレス腱断裂と判明。
2020年4月23日、COVID-19に対する所感をツイッターで綴ったところ、その投稿内容が不適切であったとして、24日に当該ツイートを削除し謝罪、所属事務所・賢プロダクションもお詫びのお知らせを掲載した。

## 出演
太字はメインキャラクター。

### テレビアニメ
1997年
- マスターモスキートン'99（部下、男2）
- みどりのマキバオー（ギャングB）
- 勇者王ガオガイガー（ZX-08爪原種）

1998年
- 頭文字D
- カードキャプターさくら
- 星方武侠アウトロースター（ガッキー）
- セクシーコマンドー外伝 すごいよ!!マサルさん（川島）

1999年
- 臣士魔法劇場 リスキー☆セフティ（わかたけ、外人）
- デビルマンレディー（高井）

2000年
- HAND MAID メイ（ジュリアーノ）

2001年
- X -エックス-（砕軌玳透、店員、選手、研究員1、後輩B、中学生B、同僚）
- おとぎストーリー 天使のしっぽ（ヒーローロボ）
- オフサイド（暮林哲郎）

2002年
- 朝霧の巫女（岸野）
- Weiß kreuz Glühen（狭霧）
- キャプテン翼（第3作）（ルシアーノ・レオ）
- キックオフ2002（高見沢健一）
- GetBackers-奪還屋-（男）
- 最終兵器彼女（タケ / ナカムラ）
- デジモンフロンティア（友樹の兄）
- デュエル・マスターズ（2002年 - 2010年、オアシス） - 2シリーズ

2003年
- 明日のナージャ（ザビーの兄）
- キディ・グレイド（パーキン）
- 君が望む永遠（鳴海孝之）
- セイント・ビースト（神官イサドラ）
- ドラゴンドライブ（ゴエツ）
- 瓶詰妖精（せんせいさん）

2004年
- R.O.D -THE TV-（スタッフ男）
- 金色のガッシュベル!!（アルベール）
- せんせいのお時間（関譲治）
- tactics（坂田公滋）
- DearS（幾原武哉）
- 遙かなる時空の中で-八葉抄-（天狗）
- 光と水のダフネ（イケメンA）
- 冒険王ビィト（ランパード）
- ボボボーボ・ボーボボ（ショウ・メイ）
- 美鳥の日々（沢村正治）
- 名探偵コナン（2004年 - 2024年、蟹江健介、従業員、米住速道、大網頼哉、平康、玉井悟）
- モンキーターン（河野一実） - 2シリーズ

2005年
- うえきの法則（B・J〈馬場淳一〉）
- Canvas2 〜虹色のスケッチ〜（柳慎一郎）
- 極上生徒会（岩桜龍平太）
- ゾイドジェネシス（ロン・マンガン）
- ぺとぺとさん（守口ジェレミー）
- MÄR-メルヘヴン-（スタンリー）
- ラムネ（友坂健次）
- ロックマンエグゼ シリーズ（スワローマン、ゾアノスワローマン） - 2シリーズ

2006年
- 金色のコルダ シリーズ（2006年 - 2009年、月森蓮） - 2シリーズ
- 奏光のストレイン（ディコン・シドノック）
- ときめきメモリアル Only Love（石打一郎）
- となグラ!（結城小五郎）
- 西の善き魔女 Astraea Testament（ユーシス・ロウランド）
- パンプキン・シザーズ（ウォルキンス子爵）
- 武装錬金（早坂秋水）
- メジャー（2006年 - 2009年、阿久津、林田） - 4シリーズ
- リリとカエルと(弟)（近藤）
- 錬金3級 まじかる?ぽか〜ん（氷牙、本郷 / 本郷鬼、ボブ、いい男、色男、屋台店主、司会者、電気屋店主）

2007年
- おおきく振りかぶって（2007年 - 2010年、花井梓） - 2シリーズ
- Over Drive（大和武）
- 機神大戦ギガンティック・フォーミュラ（オリヴィエ）
- スカイガールズ（橘遼平）
- Devil May Cry（アーネスト）
- 天元突破グレンラガン（キタン）
- ななついろ★ドロップス（如月ナツメ）
- ONE PIECE（パズール）

2008年
- 純情ロマンチカ（2008年 - 2015年、高橋孝浩） - 2シリーズ
- S・A〜スペシャル・エー〜（雑賀八尋）
- 西洋骨董洋菓子店 〜アンティーク〜（アツシ）
- 絶対可憐チルドレン（賢木修二）
- 逮捕しちゃうぞ フルスロットル（スパイダー）
- とある魔術の禁書目録（2008年 - 2019年、ステイル＝マグヌス） - 3シリーズ
- 破天荒遊戯（ソレスタ）
- 秘密 〜The Revelation〜（西条伸一）
- 北斗の拳 ラオウ外伝 天の覇王（ユダ）
- ポルフィの長い旅（マクシミリアン）

2009年
- 鋼殻のレギオス（シャーニッド・エリプトン）
- NEEDLESS（左天 / 神無月鏡司）
- バスカッシュ!（ファルコン・ライトウイング）
- PandoraHearts（グレン゠バスカヴィル）
- BLEACH 斬魄刀異聞篇（風死）

2010年
- 学園黙示録 HIGHSCHOOL OF THE DEAD（紫藤浩一）
- カッコカワイイ宣言!（蒼夜薫）
- セキレイ〜Pure Engagement〜（真田西）
- 咎狗の血（グンジ）
- ぬらりひょんの孫（2010年 - 2011年、清十字清継） - 2シリーズ
- パンティ&ストッキングwithガーターベルト（パトリック・ファグリィ）

2011年
- ドラえもん（テレビ朝日版第2期）（男B）
- まよチキ!（執事B）
- うたの☆プリンスさまっ♪ マジLOVEシリーズ（2011年 - 2022年、四ノ宮那月） - 4シリーズ + スペシャル1作品
- ファイ・ブレイン 神のパズル（2011年 - 2012年、ダイスマン） - 2シリーズ

2012年
- イナズマイレブンGO クロノ・ストーン（2012年 - 2013年、アルファ）
- CØDE:BREAKER（旧CODE:05）
- しろくまカフェ（ナマケモノくん、クロカイマン、来場者、船員、トラ、お客さん）
- 氷菓（被服研〈パンク〉）

2013年
- AMNESIA（イッキ）
- 黒子のバスケ（2013年 - 2015年、氷室辰也） - 2シリーズ / 2016年に『ウインターカップ総集編』劇場上映
- THE UNLIMITED 兵部京介（賢木修二）
- 進撃の巨人（2013年 - 2023年、ジャン・キルシュタイン） - 8シリーズ
- 新世界より（日野光風）
- マギ The kingdom of magic（ロゥロゥ）
- よんでますよ、アザゼルさん。Z（エウリノーム）

2014年
- ガイストクラッシャー（ハンレイ）
- 金色のコルダ Blue♪Sky（東金千秋）
- ぐらP&ろで夫（ろで夫）
- のうりん（花園カヲル / ローズ花園）
- 幕末Rock（坂本龍馬）
- ハマトラ（トラオ）

2015年
- 進撃!巨人中学校（ジャン・キルシュタイン）
- SHOW BY ROCK!!（2015年 - 2016年、クロウ） - 3シリーズ
- 北斗の拳 イチゴ味（ユダ）

2016年
- Occultic;Nine -オカルティック・ナイン-（日下部吉柳）
- クロムクロ（ヨルバ）
- ジョジョの奇妙な冒険 ダイヤモンドは砕けない（噴上裕也）
- 石膏ボーイズ（満寿田ムーブマン、Abcii）
- 不機嫌なモノノケ庵（ジョウマツ）
- 文豪ストレイドッグス（2016年 - 2023年、中原中也） - 5シリーズ

2017年
- 青の祓魔師 シリーズ（2017年 - 2025年、志摩金造） - 4シリーズ
- 恋と嘘（矢嶋基）
- Dies irae（2017年 - 2018年、ヴィルヘルム・エーレンブルグ） - 2シリーズ
- 鬼灯の冷徹（アヌビス）

2018年
- 魔法少女 俺（魔法少女エターナルデンジャラスプリティ）
- カードファイト!! ヴァンガード（2018年 - 2019年、石田マサキ）

2019年
- なむあみだ仏っ!-蓮台 UTENA-（虚空蔵菩薩）
- 真夜中のオカルト公務員（玉緒勝巳）
- あひるの空（2019年 - 2020年、夏目健二）

2020年
- pet（司）
- SHOW BY ROCK!! ましゅまいれっしゅ!!（2020年 - 2021年、クロウ） - 2シリーズ
- BORUTO-ボルト- NARUTO NEXT GENERATIONS（唐野ガラシ）
- 魔王学院の不適合者 〜史上最強の魔王の始祖、転生して子孫たちの学校へ通う〜（2020年 - 2023年、アヴォス・ディルヘヴィア） - 2シリーズ
- 憂国のモリアーティ（ダドリー・ベイル）
- 魔王城でおやすみ（ハデス）

2021年
- 文豪ストレイドッグス わん!（中原中也）
- SHAMAN KING（2021年 - 2022年、米田善）
- 僕のヒーローアカデミア（エンディング）
- 世界最高の暗殺者、異世界貴族に転生する（セタンタ）

2022年
- ラブオールプレー（遊佐賢人）
- トモダチゲーム（鬼瓦百太郎）
- 魔入りました!入間くん（フルフル軍曹）

2023年
- はめつのおうこく（シロウサギ）

2024年
- マッシュル-MASHLE- 神覚者候補選抜試験編（レナトス・リボル）
- 葬送のフリーレン（ヴィアベル）
- 魔王の俺が奴隷エルフを嫁にしたんだが、どう愛でればいい?（バルバロス）
- この世界は不完全すぎる（酒井）
- キン肉マン 完璧超人始祖編（ミスターカーメン）

2025年
- 空色ユーティリティ（雷門トオル）
- 外れスキル《木の実マスター》 〜スキルの実（食べたら死ぬ）を無限に食べられるようになった件について〜（サムド）
- ウィッチウォッチ（桃田）
- ダンダダン（トシロウ）
- 美男高校地球防衛部ハイカラ!（浅川蛇兵衛流 / 働け蟹）

### 劇場アニメ
1990年代
- パーフェクトブルー（1998年）
- CLOVER（1999年、藍）

2000年代
- 劇場版 NARUTO -ナルト- 疾風伝（2007年、ギタイ）
- 劇場版 天元突破グレンラガン（2008年、キタン）
- マイマイ新子と千年の魔法（2009年、貴伊子のお父さん、花田先生）

2010年代
- 名探偵コナン 天空の難破船（2010年、ウェイター）
- AURA 〜魔竜院光牙最後の闘い〜（2013年、木下）
- 劇場版 とある魔術の禁書目録 -エンデュミオンの奇蹟-（2013年、ステイル＝マグヌス）
- 劇場版 進撃の巨人（2014年 - 2018年、ジャン・キルシュタイン） - 3作品
- 劇場版 黒子のバスケ LAST GAME（2017年、氷室辰也）
- 文豪ストレイドッグス DEAD APPLE（2018年、中原中也）
- 劇場版 うたの☆プリンスさまっ♪ マジLOVEシリーズ（2019年 - 2022年、四ノ宮那月） - 2作品

2020年代
- 劇場版アルゴナビス 流星のオブリガート（2021年、伊龍恒河）
- 劇場版アルゴナビス AXIA（2023年、伊龍恒河）

### OVA
1990年代
- 銀河英雄伝説（1996年、帝国軍兵士） - デビュー作
- マスターモスキートン（1996年、通信兵A）

2000年代
- ONE 〜輝く季節へ〜（2001年、折原浩平）
- アカネマニアックス（2004年、鳴海孝之）
- せんせいのお時間 ご〜るど（2004年、関譲治）
- 最終兵器彼女 〜Another love song〜（2005年、ナカムラ）
- スカイガールズ（2006年、橘遼平）
- 君が望む永遠 〜Next Season〜（2007年、鳴海孝之）

2010年代
- 絶対可憐チルドレン 〜愛多憎生! 奪われた未来?〜（2010年、賢木修二）
- デッドマン・ワンダーランド（2011年、穿啓伍）
- 進撃の巨人 突然の来訪者〜苛まれる青春の呪い〜（2014年、ジャン・キルシュタイン） - 原作第13巻限定版
- 幕末Rock 『湯煙推理劇！温泉怪事件ぜよ！！』（2014年、坂本龍馬） - 幕末Rock 超魂特装版
- 文豪ストレイドッグス（2017年、中原中也） - コミックス第13巻オリジナルアニメBD付き限定版

2020年代
- Fate/Grand Carnival（2021年、森長可）

### Webアニメ
2000年代
- あゆまゆ劇場（2006年、鳴海孝之）
- いくぜっ! 源さん（2008年、八波弾、ダンダン、ダン、豆の川、FBI〈A〉）

2010年代
- カッコカワイイ宣言!（2010年、ヒデト、犯人）
- ヘタリア World Series（2010年、ゲルマン、上司C）
- +チック姉さん（2011年、国木）
- SHOW BY ROCK!!（2013年、クロウ）

2020年代
- 薄明の翼（2020年、ネズ）
- BASTARD!! -暗黒の破壊神-（2022年 - 2023年、ダーク・シュナイダー） - 2シリーズ

### ゲーム
1997年
- ムーンライトシンドローム

1998年
- サウンドノベル 街 -machi（ジェロニモ） - 実写出演
- 爆走デコトラ伝説（極道の兄貴、武田橋ノ介）

1999年
- 街 〜運命の交差点〜（ジェロニモ）

2000年
- あいたくて… 〜your smiles in my heart〜（三好直人）

2003年
- 金色のコルダ（月森蓮）
- リプルのたまご（ユークレース）

2004年
- 君が望む永遠 〜special FanDisk〜（鳴海孝之）
- 幻想水滸伝IV（スノウ・フィンガーフート）
- 金色のガッシュベル!! 激闘!最強の魔物達（アルベール）
- 金色のガッシュベル!! うなれ!友情の電撃2（アルベール）
- ボボボーボ・ボーボボ 爆闘ハジケ大戦（OVER）
- Monochrome（中條崇）

2005年
- 金色のガッシュベル!! 友情タッグバトル2（アルベール）
- 金色のガッシュベル!! うなれ!友情の電撃 ドリームタッグトーナメント（アルベール）
- 金色のガッシュベル!! ゴー!ゴー!魔物ファイト!!（アルベール）
- 修業旅行〜古都迷走地図〜（瀬永要）
- 天外魔境III NAMIDA（鬼丸）
- Twelve〜戦国封神伝〜（ヤマト）
- ぴゅあらばフレーバー〜始まりの場所〜（水原櫂人）
- ボボボーボ・ボーボボ 脱出!!ハジケ・ロワイアル（OVER）
- 水の旋律（手塚京輔）
- Rhapsodia（スノウ・フィンガーフート）

2006年
- パレドゥレーヌ（イリヤ）
- 街 〜運命の交差点〜 特別篇（ジェロニモ）
- マブラヴ オルタネイティヴ全年齢版（斯衛部隊指揮官）
- 水の旋律2 〜緋の記憶〜（手塚京輔）
- Yo-Jin-Bo〜運命のフロイデ〜（風魔霞丸）
- Love☆Drops 〜みらくる同居物語〜（シファ）
- 比翼は愛薊の彼方へ 〜未了の因〜（子之）

2007年
- おおきく振りかぶって ホントのエースになれるかも（花井梓）
- 金色のコルダ2（月森蓮）
- 金色のコルダ2 アンコール（月森蓮）
- Kingdom Under Fire : Circle Of Doom（キュリアン）
- ななついろ★ドロップス pure!!（如月ナツメ）
- 幕末恋華・花柳剣士伝（陸奥陽之助）
- パレドゥロワイアル（イリヤ）
- 武装錬金 ようこそパピヨンパークへ（早坂秋水）
- ブラザーズ〜恋するお兄さま〜（春日昴）
- プリンセスナイトメア（フランケン・リースリング）
- らぶ☆どろ 〜Love☆Drops〜（シファ）
- ロックマンゼクス アドベント（コンドロック・ザ・バルチャロイド）
- 比翼は愛薊の彼方へ 〜久遠の想〜（子之）

2008年
- あさき、ゆめみし（利光高虎）
- エーデルブルーメ（リチャード・カンテミール）
- クリムゾン・エンパイア〜Circumstance to serve a noble〜（ランビュール゠ダヌンツィオ）
- 絶対可憐チルドレンDS 第4のチルドレン（賢木修二、雑魚エスパーA）
- トゥルーフォーチュン（野間卓人）
- 咎狗の血 True Blood（グンジ）
- ときめきメモリアル Girl's Side 2nd Season（真嶋太郎）
- 放課後は白銀の調べ（兵頭十馬）
- 放課後は白銀の調べ〜急急如律令〜（兵頭十馬）

2009年
- Under The Moon 〜クレセント〜（レニ）
- 金色のコルダ2 f（月森蓮）
- 金色のコルダ2 f アンコール（月森蓮）
- Queen Of Darkness〜the first moon〜（ロビン）
- クリムゾン・ロワイヤル〜Circumstance to serve a noble〜（ランビュール゠ダヌンツィオ）
- デモンブライド（天羽零彗、リベリオン）
- 電撃学園RPG Cross of Venus（ステイル＝マグヌス）
- 北斗の拳 ラオウ外伝 天の覇王（ユダ）
- リトルアンカー（ヴィオレ・ラファール）

2010年
- うたの☆プリンスさまっ♪（四ノ宮那月）
- うたの☆プリンスさまっ♪ -Amazing Aria-（四ノ宮那月）
- 金色のコルダ3（東金千秋）
- 咎狗の血 True Blood Portable（グンジ）
- 天下統一恋の乱（真田幸村）
- 華恋vサムライ×騎士（新庄飛鳥）
- B's-LOG パーティー♪（玖ヶ崎ネロ）

2011年
- AMNESIA（イッキ）
- うたの☆プリンスさまっ♪ Repeat（四ノ宮那月）
- うたの☆プリンスさまっ♪ MUSIC（四ノ宮那月）
- キャサリン（トビー・ネビンス）
- Starry☆Sky〜After Summer〜（宮地鷹介）
- 第2次スーパーロボット大戦Z 破界篇 / 再世篇（2011年 - 2012年、キタン） - 2作品
- デビルサバイバー オーバークロック（ナオヤ / 直哉）
- とある魔術の禁書目録（ステイル＝マグヌス）

2012年
- AMNESIA LATER（イッキ）
- イナズマイレブンGO2 クロノ・ストーン / GO ギャラクシー（2012年 - 2013年、アルファ） - 2作品
- イナズマイレブンGO ストライカーズ2013（アルファ）
- うたの☆プリンスさまっ♪ Debut（四ノ宮那月）
- エクストルーパーズ（クーリス・ランドバード）
- 神さまと恋ゴコロ（笠原誠司）
- 黒子のバスケ キセキの試合（氷室辰也）
- グリム・ザ・バウンティハンター（アドルフ゠ロート）
- 恋フリ! 〜聖アイヴィ学園〜（間宮舜）
- シノバズセブン（大河葵）
- Dies irae 〜Amantes amentes〜（ヴィルヘルム・エーレンブルグ）
- 白虎隊 志士異聞記（才谷虎太朗）
- BLACK WOLVES SAGA -Bloody Nightmare-（ギラン・ギノー）
- BLACK WOLVES SAGA -Last Hope-（ギラン・ギノー）
- 大和彼氏（大嶺虎丸）
- 倭人異聞録 〜あさき、ゆめみし〜（利光高虎）

2013年
- あさき、ゆめみし 〜ひととせ〜（利光高虎）
- AMNESIA CROWD（イッキ）
- AMNESIA V Edition（イッキ）
- うたの☆プリンスさまっ♪ All Star（四ノ宮那月）
- うたの☆プリンスさまっ♪ MUSIC 2（四ノ宮那月）
- ガイストクラッシャー（ハンレイ・ガブロ）
- 神咒神威神楽 曙之光（凶月刑士郎）
- 金色のコルダ3 フルボイス Special（東金千秋）
- CODE OF JOKER（星光平）
- SHOW BY ROCK!!（2013年 - 2019年、クロウ）
- 進撃の巨人 人類最後の翼（ジャン・キルシュタイン）
- 新星のグランドユニオン（ガイギャック）
- 真・戦国バスター（真田幸村）
- とある魔術と科学の群奏活劇（ステイル゠マグヌス）
- はつカレっ☆恋愛デビュー宣言!（山咲朔哉）
- Princess Arthur（ガウェイン）
- ボーイフレンド（仮）（鷹司正臣）
- 嫁コレ（イッキ、東金千秋、坂本龍馬、クロウ）

2014年
- AMNESIA LATER×CROWD V Edition（イッキ）
- AMNESIA World（イッキ）
- 金色のコルダ3 AnotherSky feat.天音学園（東金千秋）
- 金色のコルダ3 AnotherSky feat.至誠館（東金千秋）
- 金色のコルダ3 AnotherSky feat.神南（東金千秋）
- 黒子のバスケ 勝利へのキセキ（氷室辰也）
- 戦場のウエディング（残虐王アレクサンドル）
- 第3次スーパーロボット大戦Z 時獄篇（キタン・バチカ）
- ドウセイカレシシリーズ Butterfly Rouge（阿久津昴）
- 幕末Rock（坂本龍馬）
- 幕末Rock 超魂（坂本龍馬）
- 放課後colorful＊step〜うんどうぶ!〜（時任親之）
- マブラヴ オルタネイティヴ トータル・イクリプス（斑鳩崇継少佐） - PC版
- 夢見鳥ノスタルジア（春史）

2015年
- うたの☆プリンスさまっ♪ All Star After Secret（四ノ宮那月）
- 黒子のバスケ 未来へのキズナ（氷室辰也）

2016年
- うたの☆プリンスさまっ♪ MUSIC 3（四ノ宮那月）
- グランブルーファンタジー（2016年 - 2024年、アオイドス〈ベンジャミン〉、ショウ）
- 金色のコルダ4（東金千秋）
- コード・オブ・ジョーカーS（竜魔人ドラゴニュート）
- 進撃の巨人（ジャン・キルシュタイン）
- 神撃のバハムート（メラトア）
- スターリィパレット（灰音克紀）
- Dies irae 〜Interview with Kaziklu Bey〜（ヴィルヘルム・エーレンブルグ）
- 天下統一恋の乱 Love Ballad（豊臣秀吉）
- なむあみだ仏っ!（虚空蔵菩薩）
- 夢王国と眠れる100人の王子様（ルルス、中原中也）

2017年
- 花朧 〜戦国伝乱奇〜（織田信長）
- ZERO ESCAPE 9時間9人9の扉 善人シボウデス ダブルパック（サンタ）
- ファイアーエムブレム Echoes もうひとりの英雄王（グレイ）
- ブラックローズサスペクツ（ジィルバー・ヴォルフ・アドラー）
- ファイアーエムブレム ヒーローズ（グレイ）
- 空蝉の廻（魂宮魁）
- うたの☆プリンスさまっ♪ Shining Live（四ノ宮那月）
- ハイリゲンシュタットの歌（忘却の使徒）
- OCCULTIC;NINE（日下部吉柳）
- 文豪ストレイドッグス 迷ヰ犬怪奇譚（中原中也）
- 金色のコルダ2 ff（月森蓮）

2018年
- ガールフレンド（仮）（悪ホワイトデー男）
- フォルティッシモ（月城奏汰）
- 進撃の巨人2（ジャン・キルシュタイン）
- スーパーロボット大戦X（キタン・バチカ）
- 蛇香のライラ 〜Allure of MUSK〜 第一夜　ヨーロピアン・ナイト（ヴィンス・ルーガン）

2019年
- 共闘ことばRPG コトダマン（2019年 - 2023年、ジャン・キルシュタイン、中原中也）
- 金色のコルダ オクターヴ（月森蓮、東金千秋）
- 金色のガッシュベル!! Golden Memories（アルベール）
- とある魔術の禁書目録 幻想収束（ステイル＝マグヌス）
- Fate/Grand Order（2019年 - 2022年、森長可）
- クイズRPG 魔法使いと黒猫のウィズ（ステイル＝マグヌス）

2020年
- SHOW BY ROCK!! Fes A Live（クロウ）
- ジョジョのピタパタポップ（噴上裕也）
- エグゾスヒーローズ（シャーカン）
- ファンタジア・リビルド（シャーニッド・エリプトン）

2021年
- ポケモンマスターズEX（2021年 - 2023年、ネズ）
- モンスターハンターライズ（ウツシ教官） - 2作品
- 妖怪ウォッチ ぷにぷに（ジャン・キルシュタイン）
- 真・女神転生V（太宰イチロウ）
- 金色のコルダ スターライトオーケストラ（桐ヶ谷晃）

2022年
- 穢翼のユースティア（ラング・スクロープ）

2023年
- モンスターストライク（ジャン・キルシュタイン）
- ジョジョの奇妙な冒険 オールスターバトルR（噴上裕也） - DLC追加キャラクター

2024年
- アルゴナビス -キミが見たステージへ-（伊龍恒河）
- 金色のガッシュベル!! 永遠の絆の仲間たち（アルベール）
- 真・女神転生V Vengeance（太宰イチロウ）
- ブレイクマイケース（綾戸恋）
- ガンダムブレイカー4（クロカンテ）

### ドラマCD
- アリアンロッド・サガ ファンブック　Kind of Magic ボイスドラマ『裏目軍師は伊達じゃない』（マルセル・ベルトラン）
- 青春鉄道 ドラマCD2 〜高速鉄道編〜（上越新幹線）
- AMNESIA シリーズ（イッキ）
  - AMNESIA ドラマCD 〜冥土の国のアムネシア〜
  - AMNESIA ドラマCD 〜AMNESIA OF THE DEAD〜
  - AMNESIA CROWD ドラマCD 〜執事とお嬢様〜[161]
  - AMNESIA World ドラマCD 〜WELCOME TO CAT WORLD〜
  - TVアニメ AMNESIA ドラマCD 〜嵐の山荘にて〜[162]
  - TVアニメ AMNESIA ドラマCD 〜ひとつ隣のアムネシア〜[163]
  - オトメイト応援CD アムネシア イッキ編
  - キャラクタードラマCD BOOK アムネシア イッキ編&ケント編
- Under the Moon ドラマCD「つきいろカレンダー」（レニ）
- イケベン! 〜池澤くんと愉快な仲間たち〜（1） - （3）（松下理央）
- 今様天狗綺譚 BLACK BIRD（葛葉修平）
- 浮雲亭物語 シリーズ（J太郎〈前座〉）
  - 浮雲亭物語 Vol.1「落語は理屈じゃねぇんだ。そこに愛はあんのかい?篇」
  - 浮雲亭物語 Vol.4「新春!浮雲亭大喜利〜おやじの一番長い日篇」
- うえきの法則 The Law Of Drama!「容疑者・植木耕助の法則」（B・J〈馬場淳一〉）
- うたの☆プリンスさまっ♪ シリーズ（四ノ宮那月）
  - うたの☆プリンスさまっ♪ ドラマCD vol.1
  - うたの☆プリンスさまっ♪ キャラクタードラマCD 音也&トキヤ
  - うたの☆プリンスさまっ♪ キャラクタードラマCD 真斗&レン
  - うたの☆プリンスさまっ♪ キャラクタードラマCD 那月&翔
  - うたの☆プリンスさまっ♪ デュエットドラマCD 那月&翔
  - うたの☆プリンスさまっ♪ Debut ユニットドラマCD 藍&那月&翔
- AR 〜another epilogue〜（鍬谷将）
- 王立王子学園（浪川拓海）
- 王立王子学園 〜re:fairy-tale〜（浪川海斗）
- 終わりのクロニクル（出雲覚）
- KATARU KARUTA 〜語るかるた〜（橘光、風見渉、坂上敦）
- ぎぶそん（かける）
- キミとWonder★Kiss! ドラマCD 〜ようこそ!愛と幻想のワンダーランドへ!〜（カオル〈設楽カオル〉）
- ぎゃるかん（音航一郎）
- 吸血ダーリン（桜庭流斗）
  - case.3 国内結婚・ホスト編
  - Fan Disc Vol.3
- 今日もなお執事（加賀南）
- キラメキ☆銀河町商店街（花咲一休）
- 金色のコルダ シリーズ（月森蓮）
- 金色のコルダ3 シリーズ（東金千秋）
- 銀河パトロールレンズマン ドラマCD（ソーンダイク）
- 禁断☆放課後の恋人2〜先生と、ふたりきり〜（高良聖仁）
- 國崎出雲の事情（菅原梅樹）
- 黒子のバスケ DRAMA THEATER 3rd GAMES（氷室辰也）
- 軍靴のバルツァー（ベルント・バルツァー）
- 最終神話戦争イデアオペラ オリジナルドラマCD 第2章 彷徨う冥界の扉（トリトン）
- ザッツコメディ（島袋大五郎他）
- サルーテ! 第3話-年下の婚約者!?（千影）
- されど罪人は竜と踊る（ガユス・レヴィナ・ソレル）
- 執事たちの恋愛事情〜秘密のハッピープレゼント〜（高口誠吾）
- 少年陰陽師 天狐編（冥府の官吏 / 小野篁）
- J-HEROES&ファイアーマスク（乃木宗一郎）
- ジルオール インフィニット オリジナル・サウンドトラック-Original Drama（ベルゼーヴァ）
- しろくまカフェ オリジナルドラマCD4 ぐりずりーバー（トラ）
- 進撃の巨人 シリーズ（ジャン・キルシュタイン）
  - 進撃の巨人特典ドラマCD サシャの怒濤の料理バトル編!!
  - 進撃の巨人特典ドラマCD 進撃のスクールカースト
- S・L・H ストレイ・ラブ・ハーツ! ドラマCD 第1巻（壱河漣）
- S・A〜スペシャル・エー〜 シリーズ（雑賀八尋）
  - S・A〜スペシャル・エー〜 ドラマCD1 「彗・宙・純・竜」編
  - S・A〜スペシャル・エー〜 ドラマCD2 「光・明・芽・SA」編
- 聖剣と魔竜の世界 ドラマCD 聖剣と魔竜のデッドエアー（羅剛計都）
- セイント・ビースト シリーズ（神官イサドラ）
  - セイント・ビースト 悠久の章〜楽園喪失〜 全3巻
  - セイント・ビースト 恩讐の章〜聖獣封印〜 第1巻
- Z/X -Zillions of enemy X- NF DramaCD 8「Y．T．黙示録 † ル・シエル メモワール †」（天王寺大和）
- 絶対可憐チルドレン シリーズ（賢木修二）
  - 絶対可憐チルドレン ドラマCD EPS.2nd 〜波涛万里! カリブの熱き風〜
  - 絶対可憐チルドレン ドラマCD EPS.3rd 〜一意奮闘! 蕾見ばーちゃんの絶対love×love教室〜
- 戦国武友伝 〜久遠の交はり〜（真田幸村）
- 双界幻幽伝 ご実家は天真爛漫!（劉蒼刻）
- 篁破幻草子 シリーズ（小野篁）
  - 第1巻 宿命よりもなお深く
  - 第2巻 六道の辻に鬼の哭く
- tactics シリーズ（坂田公滋）
- 戦う!セバスチャン（Aくん）
- チェックメイト（鬼羅斗磨）
- Dies irae ドラマCD Todestag Verloren（ヴィルヘルム・エーレンブルグ）
- デモンブライド ドラマCD「DESTINY」（天羽零彗）
- 天然パールピンク（乾貫二）
- トゥルーフォーチュン シリーズ（野間卓人）
  - トゥルーフォーチュン オリジナルボイスドラマ Vol.1「華麗に、厳格に肝試し!」
  - トゥルーフォーチュン オリジナルボイスドラマ Vol.2「いつだって、グローイングアップ!」
  - トゥルーフォーチュン オリジナルボイスドラマ Vol.3「不良エレジー」
  - トゥルーフォーチュン オリジナルボイスドラマ Vol.5「恋のミラクル第三種接近遭遇」
- ときめきメモリアル Only Love「ときめきの雪」（石打一郎）
- ときめきメモリアル Girl's Side from 1st Love & 2nd Season ドラマ&イメージソングアルバム（真嶋太郎）
- となりの801ちゃん 2（マリン・エンタテインメント社員、元高校球児）
- トリコン!!! triple complex（キング）
- ナナカミエール 第四巻 -弁天・七福神編-（弁財天）
- 虹色セプテッタ ドラマCD「ワンナイト カーニバル」 DISC-1、2（野末蔵威）
- 西の善き魔女 Astraea Testament 番外編 「赤毛の貴公子と黒髪の少年」（ユーシス・ロウランド）
- ぬらりひょんの孫（清継）
- ハカセがっ!!（カーラ）
- バカとテストと召喚獣 vol.1・2（坂本雄二）
- 美女と野獣〜星の首飾り〜（ベル）
- VitaminX ドラマCD VANQUISH -Forbidden∞Love-（インビジブル）
- 秘密 ―トップ・シークレット― ドラマCD版（薪剛）
- 白虎隊 志士異聞記 音盤 其の壱、其の弐（才谷虎太朗）
- ファンタジー彼氏 シリーズ（人狼・ルー[164]）
  - アニメイトで聞きました! ファンタジー彼氏 〜Dive into Fairy Story〜 Vol.3 人狼 from 『赤ずきん』
  - アニメイトで聞きました! ファンタジー彼氏 〜Dive into Fairy Story〜 Vol.4 狩人 from 『赤ずきん』
- 部活彼氏シリーズ
  - 放課後colorful＊step〜Track club〜（時任親之[165]）
- 不思議の国のアリス〜Alice in Wonderland〜（ナレーション）
- ふしぎ遊戯 玄武開伝 シリーズ（緋鉛）
- 武装錬金（早坂秋水）
- BLACK WOLVES SAGA -Bloody Nightmare- Song collection 「Dear Despair」（ギラン・ギノー）
- プリンセス・プリンセス（有定修也）
- FULL SCOREシリーズ（下手洋平、大江唯）
  - FULL SCORE 03 -side Jazz-
  - FULL SCORE 04 -Mixture-
  - FULL SCORE -the second season- 01 - 03
- ブレスレス・ハンター（櫂原優毅）
- ヘタリア（ナレーター、トニー）
- ドラマCD「ペルソナ」（主人公）
- 放課後はミステリーとともに（藤瀬正一）
- 「方言 恋愛」 第二巻（第四話「山口県」）
- スペシャル♥ドラマCD 「モノクロ少年少女」（黄苑）※花とゆめ2010年4号付録
- 放課後は白銀の調べ 外伝 〜放課後奇聞録（兵頭十馬）
- ボクたちオトコの娘 〜まさかの!ス・キャ・ン・ダ・ル編〜（宮坂博樹）
- ぼくたちと駐在さんの700日戦争 Part.1 - 3（孝昭）
- 魔人探偵脳噛ネウロ（吾代忍）
- 真夜中の弥次さん喜多さん 愛と幻覚のセレナーデ（松平空の守）
- 美鳥の日々 「はじめまして」（沢村正治）
- 水の旋律 シリーズ（手塚京輔）
- 妄想エステII ドラマCD（真矢慎之介）
- もんだいフード★モンスターズ（ホットチリ・ピザ）
- 屋根裏の散歩者（叶克彦）
- バラエティCD 大和彼氏 恋の天下は俺が獲る! 〜東京VS中国編〜（大嶺虎丸）
- ヤンキーショタとオタクおねえさん（パンパンマン[166]）
- Love☆Drops 〜みらくる同居物語〜（シファ）
- ルームシェア 素顔のカレ（桜庭裕介）
- レインボーマン（風間大介）
- 幕末Rockシリーズ（坂本龍馬）
  - 「絶叫！熱狂！温泉バトル」※PSPゲーム幕末Rock先着購入特典
  - 「レッツポジティブシンキング」※PSPゲーム幕末Rockステラワース予約購入特典
  - 『学園Rock 絶叫！熱狂！選挙バトル』※PSP/PS Vitaゲーム幕末Rock 超魂先着購入特典
  - 「レッツポジティブハイキング」※PSP/PS Vitaゲーム幕末Rock 超魂ソフマップ予約購入特典

### BLCD
- 愛だろ、愛!! -山田ユギバンブーセレクションCD-「誰がおまえを好きだと言った」（昌幸）
- 愛と仁義に生きるのさ（三佐和悠）
  - 恋に命を賭けるのさ（三佐和悠）
- 息もできないくらい（佐原浩二郎）
- 牛泥棒（佐竹亮一郎）
- ウワサの二人（六本木）
- 艶罪 -コノオトコ、罪人ナリ-（城戸純也）
- 王子様の正妃（ディファトゥーラ・カシャ・ラーナルナート）
- お嫁においでよ!（湯月湯治）
- オルタナ（笹岡美生）
- カオル・マニアック（秋人）
- 重ねる指先（岸本真弥）
- 可愛気。（広末堅二）
- 幻月楼奇譚（与三郎）
- 恋の心に黒い羽（中頭）
- 純情ロマンチカシリーズ（高橋孝浩）
  - 純愛ロマンチカシリーズ（鈴木浩孝）
- GP学園生徒会執行部シリーズ（木村琴音）
- SWEET〜彼の甘い甘い味〜（蓮乃辺凱也）
  - BITTER〜彼の密やかな接吻〜
- STRAY・SHEEP ストレイシープ（橘祐司）
- 星陵最恐物語（和泉悠平）
- 是-ZE-6 FINAL-（穗積）
- SEX PISTOLS3（渡嘉敷ウメ）
- 全寮制櫻林館学院〜ゴシック〜（杉元和真）
- 束縛の甘い罠（宮脇雄斗）
- 散る散る、満ちる（榎本典）
- 罪なくちづけ（里見）
- 寺野くんと熊崎くん（2022年－2025年、熊崎柊弥）
  - 寺野くんと熊崎くん2
- 天使×密造（武市八雲）
- 透過性恋愛装置（水端佑季）
- トラブルメイカー2（新城）
- DOLCE（小宮大智）
- 啼けない鳥（久保寺奎介）
- NEWSな彼!（春山緑）
- 眠らぬ夜のギムレット（篠崎槙弥）
- 白雨（加賀有隆）
  - 慈雨
  - 夏雪
- はじめての痴漢電車（小川裕也）
- 花降楼シリーズ（岩崎光士郎）
  - 愛で痴れる夜の純情
  - 臈たし甘き蜜の形代
- ハングアウトクライシス（椿屋晟生）
- 秘密のバイト志願!?（小笠原敦）
  - 危険なメイド志願!?
- 不肖の僕ら（登城寿）
- ブサメン男子♂〜イケメン彼氏の作り方〜 シリーズ（沢木隼人）
  - ブサメン男子♂〜イケメン彼氏の作り方〜
  - ブサメン男子♂〜イケメン彼氏の作り方〜「新たなるイケメン」
  - ブサメン男子♂〜イケメン彼氏の作り方〜 番外編「なつらぶ」[167]
  - ブサメン男子♂〜イケメン彼氏の作り方〜「歪んだ四角関係!?」
  - ブサメン男子♂〜イケメン彼氏の作り方〜 番外編「はるらぶ」
  - ブサメン男子♂〜イケメン彼氏の作り方〜 それぞれの想い
  - ブサメン男子♂〜イケメン彼氏の作り方〜 番外編「ふゆらぶ」
- Black or White（山崎雄二）
- ブラザーズ（山田伊知郎）
- Pretty Baby 1・2（遠野小太郎）
- 放課後は獨占欲（大曽根智之）
- 僕らの王国 1・2（暁）
  - 僕らの王国 バラエティCD
- ホネヌキにされたい（真咲）
- 炎の行方（夏茱萸佳蓮）
- 摩天楼に吠えろ！（御堂玲）
- 淫らなセクシー・リーマンズ（那智拓己）
  - 乱れるセクシー・リーマンズ
- 蜜色パンケーキ（阿部千春）
- メールボーイ 1・2（芦野英明）
- 眼鏡 cafe GLASS（花町虎太郎）
  - 眼鏡 cafe GLASS 2（花町虎太郎 / 花町司狼）
- 夜ごとの花（藤井伊月）
  - 花のように愛は降る
- ラブ★パニ 恋愛警報☆パニック注意報（末永干人）
- ラブプランダラー（矢桐戒）
- 龍王の愛人（柚木彰）
- 寮長様とヒミツの契約（泉弦司那智）
- 料亭遊戯（花邑凜一郎）
- 恋愛のスキル（藤宮）
- 若!!（少年時代の佐伯）
- 別れる2人の愛の劇場。（リーダー）

### 吹き替え

#### 映画（吹き替え）
- 処刑島（カラム〈トビー・ケベル〉）
- 年上の女
- トワイライト〜初恋〜（エリック）
- ニュームーン/トワイライト・サーガ（エリック）
- バッドボーイズ フォー・ライフ（アルマンド・アレタス〈ジェイコブ・スキピオ〉[168]）
  - バッドボーイズ RIDE OR DIE[169]
- ファイト・バック・トゥ・スクール（ダイフェイ〈ロイ・チョン〉）
- フォー・ブラザーズ/狼たちの誓い（ジャック・マーサー〈ギャレット・ヘドランド〉）
- プリティ・プリンセス（ジョシュ・ブライアント）
- ヘル・ドライブ（リック）

#### テレビドラマ
- WITHOUT A TRACE/FBI 失踪者を追え!（スタントン、ロナルド・フェルプス、カイル）
- NYPDブルー
- コードネーム＞エタニティ（バイダー〈ジョセフ・ボールドウィン〉）
- ザ・ワイルズ 〜孤島に残された少女たち〜シーズン2（セス・ノバック〈アレックス・フィッツァラン〉）
- 戰神 MARS（チェン・リン / 樫野零〈ヴィック・チョウ〉）
- ディフェンダーズ 闘う弁護士（キラー・ディズ）
- ホット・ショット〜籃球火〜（華流ドラマ）（ウージー・ズン〈ウー・ズン〉）
- 誘惑のアイランド
- 愉快なシーバー家
- 流星花園（フアゼー・レイ〈花沢類〉〈ヴィック・チョウ〉）
- ローマン・ブラザーズ

#### アニメ
- SING/シング（ランス）[170]
- スクービー・ドゥー（フレッド）
- 消防士サム
- FLY!/フライ!（ジョー[171]）
- ぼくらベアベアーズ（パンダ）

### 特撮
- 王様戦隊キングオージャー （2023年、オージャカリバー音声）[172]

### 映画
- 縁-enishi-（2011年、ハヤト）
- その声のあなたへ（2022年9月30日）[173]

### 映像作品
- DVD おおきく振りかぶって 〜オレらの夏は終わらない〜
- DVD 金色のコルダ primavera
- DVD 金色のコルダ primavera2
- DVD 金色のコルダ primavera3 grand finale
- DVD 金色のコルダ -primo passo- ステラ・コンサート アンコール
- DVD 金色のコルダ ステラ・コンサート2
- DVD QuinRose MIX.〜2009.February〜
- DVD GRANRODEO 1st LIVE "RIDE ON THE EDGE"
- DVD GRANRODEO 1st LIVE TOUR "RODEO DELIGHT"
- DVD GRANRODEO LIVE TOUR 2008-2009 "ROCK INSTINCT" LIVE DVD
- DVD GR-VW01 (GRANRODEO VISUAL WORK 01)
- GR-VW01 GRANRODEO VISUAL WORKS VOL.01
- LIVE canned GRANRODEO
- GRANRODEO LIVE AT BUDOKAN 〜G5 ROCK★SHOW〜 LIVE DVD
- GRANRODEO LIVE AT BUDOKAN 〜G5 ROCK★SHOW〜 LIVE Blu-ray
- GR-VW02 GRANRODEO VISUAL WORKS VOL.02
- GRANRODEO LIVE 2011 G6 ROCK☆SHOW 〜SUPERNOVA FEVER〜 LIVE DVD
- GRANRODEO G8 ROCK☆SHOW LIVE DVD
- GRANRODEO G8 ROCK☆SHOW LIVE Blu-ray
- DVD 下野紘&梶裕貴のRadio Misty 2nd LIVE
- DVD 下野紘のおもてなシーモ! 第2巻
- DVD 谷山紀章のMr.Tambourine Man 〜きーやん散歩〜
- DVD 天元突破グレンラガン 劇場版前夜祭
- DVD 浪川大輔のヤバい! たのしくなってきちゃった! Vol.2
- DVD ネオロマンス♥フェスタ 金色のコルダ 〜primo passo〜 星奏学院祭
- DVD ネオロマンス♥フェスタ 金色のコルダ 星奏学院祭2
- DVD ネオロマンス♥フェスタ 金色のコルダ 星奏学院祭3
- DVD ネオロマンス♥フェスタ 金色のコルダ Featuring 神南高校
- DVD ネオロマンス♥フェスタ6
- DVD ネオロマンス♥フェスタ8
- DVD ネオロマンス♥フェスタ9
- DVD ネオロマンス♥フェスタ10
- DVD ネオロマンス♥ライヴ 2004 Summer
- DVD ネオロマンス♥ライヴ 2005 Winter
- DVD ネオロマンス♥ライヴ 2006 Autumn
- DVD ネオロマンス♥ライヴ 2007 Summer
- DVD ネオロマンス♥ライヴ 2008 Summer
- DVD ネオロマンス♥ライヴ HOT!10 Countdown Radio ROCKET★PUNCH!
- DVD ネオロマンス♥ライヴ HOT!10 Countdown Radio II ROCKET☆PUNCH!2
- DVD ネオロマンス♥ライヴ HOT!10 Countdown Radio II ROCKET☆PUNCH!3
- DVD ネオロマンス♥ライヴ ROCKET★PUNCH!4
- DVD 花の声優界! スター☆ボウリング プロダクション対抗ゲキ投SP
- DVD ライブ うたの☆プリンスさまっ♪マジLOVELIVE1000%
- DVD ライブ うたの☆プリンスさまっ♪マジLOVELIVE1000% 2nd STAGE
- DVD&BD ライブ うたの☆プリンスさまっ♪マジLOVELIVE1000% 3rd STAGE
- DVD リトルアンカー DEAD OR LIVE
- DVD NITRO SUPER SONIC 10th ANNIVERSARY -2009.6.27 LIVE DOCUMENT AT JCB HALL-
- DVD THE CHiRAL NIGHT 5th ANNIVERSARY -2010.10.31 at JCB HALL-
- DVD ぬらりひょんの孫 〜百鬼夜行の宴〜
- DVD 幕末恋華・花柳剣士伝 恋華の宴・寿

### ナレーション
- そこが知りたい 特報!坂東リサーチ（CBCテレビ）

### ラジオ
※はインターネット配信。GRANRODEOとしての番組は、GRANRODEOの項を参照。
- 谷山紀章のMr.Tambourine Man（- 2021年、声優アニメイト※・アニメイトタイムズ※）
- DearS×DearS（2004年 - 2005年、ラジオ大阪他）
- 君のぞらじお（2005年 - 2007年、ラジオ大阪・TBSラジオ・君のぞらじおホームページ※）
- 金色のコルダ〜放課後のエチュード〜（2005年 - 2006年、ラジオ大阪・TBSラジオ・ランティスウェブラジオ※）
- 谷山紀章の俺=霞丸<グララジ>（Yo-Jin-Bo-用心棒-Webラジオ※）リレーパーソナリティ第3回
- ネオロマンス♥ライヴ HOT! 10 Count down Radio（2006年 - 2007年、ランティスウェブラジオ※）
- ラジオあゆまゆ劇場（2008年、君のぞらじおホームページ※）
- 谷山紀章のDEAD OR ALIVE（2008年、君のぞらじおホームページ※）
- レギオスのらじおッス!（2008年 - 2009年、アニメイトTV※・マリン・エンタテイメント※）
- 君のぞらじお eternity（2009年 - 2010年、君のぞらじおホームページ※）
- デモンブライド 天羽零彗の放課後ラジオ（2009年、インターネットラジオ※）
- 谷山紀章の明日もがんばります！（2018年 - 2020年、超!A&G+※）[174]
- トゥルークライム アメリカ殺人鬼ファイル（2020年 - 2021年、AuDee※）[175]
- トゥルークライム アメリカ殺人鬼ファイル～AuDeeダイジェスト～（2021年 - 、TOKYO FM）

### テレビ番組
- アニメ女子部 ナビゲーター（AT-Xで放送の女性向けUHFアニメ枠）
- 手酌ですみません！〜声優たちのとっておきの居酒屋（ひみつきち）〜 （TBSチャンネル）
  - ＃5稲川英里×谷山紀章（2018年1月28日〈初回放送〉）[176]
  - ＃6谷山紀章×代永翼（2018年2月25日）[177]
  - ＃7谷山紀章 番外編（2018年3月25日）
- 声優と夜あそび（2018年4月2日 – 2019年3月21日、2023年4月11日 - 、ABEMA）[178]

### CM
- 鍛高譚香り視覚化プロジェクト WebCM

### デジタルコミック
- VOMIC CRASH!（黒瀬桐）

### パチンコ
- スカイラブ3（アース・ジャスティス）
- P SHOW BY ROCK!!（2019年、クロウ）

### 朗読・ラジオCD
- 憧れのお隣さんシリーズ vol.4 301号室 強気なホスト編（恵比寿薫）
- 雨枕 02.大河 〜彼の腕で雨やどりしながら囁かれてネムネムしちゃう小さな恋物語〜（大河葵）
- 一緒にクッキング vol.5 クールなミュージシャン編（柳慎之介）
- 一緒にダイエット vol.2 ウォーキング編（柳慎之介）
- うたの☆プリンスさまっ♪ ささやきCD〜Sweet Holiday〜（四ノ宮那月）
- カレコエ 家庭教師のカレ（家庭教師）
- KISS×KISS collecutions VOL.8 「ヴォーカルキス」
- KISS×KISS collecutions 声優アニメディアSPECIAL EDITION CD（青山颯太 / 『声優アニメディア』2009年9月号付録）
- 月刊男前図鑑 ワルい男編 白盤（ホスト）
- こころ 朗読CD付（先生）海王社文庫
- 心あたたまる物語 Vol.4（〜友情編〜「一発の銃弾」）
- 心あたたまる物語外伝 その2（「追跡」）
- 心あたたまる物語外伝 SP 限定オマケディスク 〜二十四の台詞集〜（「矢沢の思い出」）
- シノバズセブン むぎゅ 02.大河（大河葵）
- しろくまカフェのおでかけラジオ その2
- Story of 365 days〜chapter.CLUB（クラブのエース）
- 朗読 戦国武将物語〜知将編〜（第三話「黒田官兵衛物語」）
- 朗読 戦国武将物語外伝〜14の知将&豪傑物語〜（黒田官兵衛物語外伝「秀吉が恐れた男」）
- 朗読 DEARS 十二星座物語 Apollon Side（しし座）
- 朗読 でぃあーず にほんのむかしばなし〜青の色〜（第七話『味噌買い橋』）
- 朗読 でぃあーず にほんのむかしばなし〜夢の色〜（第十三話『雲に乗った仙人』）
- 朗読 幕末志士物語〜土佐編〜（「[岡田以蔵]物語」）
- 朗読 幕末志士物語外伝〜14の土佐&佐幕・開国編〜（「岡田以蔵物語外伝」）
- 朗読 DEARS 花言葉物語〜青の季節〜（夏の妖精『ベロニカ』）
- 朗読 DEARS 花言葉物語〜ラッキーフラワー占い〜（夏の妖精『ベロニカ』）
- 朗読 88星座物語〜ペガススの章〜（第一章）
- 朗読 88星座物語〜外伝〜 12の星の物語（「みなみのうお座の物語」）
- 咎狗の血 True Blood DJCD「狗ラジ TB-SHOW」
- 朗読 ふしぎ工房症候群 オリジナル朗読CD EPISODE.5 「カネかえせ!」
- honeybee 羊でおやすみシリーズ Vol.8 「へぇ〜眠りたいんだ?」
- honeybee ミツバチ声薬 『悶々打破』（吉野）
- Radio Drama E.X.TROOPERS
- webラジオ 音泉突破グレンラガンラジオ 突破1
- webラジオ 君のぞらじお CD1
- webラジオ 金色のコルダ〜放課後のエチュード〜 ラジオCD 第1楽章 - 第3楽章
- webラジオ ネオロマンス♥ライヴ HOT!10 Count down Radio on CD #01〜#03
- webラジオ 燃焼! ネオロマンス・ライヴ HOT!10 Count down Radio II on CD
- webラジオ モモっとトーク・ダイジェストCD 8 GIRIGIRI CD
- webラジオ モモっとトーク・スペシャルCD 2、5
- webラジオ モモっとトーク・パーフェクトCD10 MOMOTALK CD 谷山紀章盤
- DJCD 黒子のバスケ放送委員会 Vol.5
- DJCD TVアニメ「鋼殻のレギオス」Webラジオ レギオスのらじおッス!
- DJCD 進撃の巨人ラジオ 〜梶と下野の進め! 電波兵団 Vol.3
- DJCD 鈴村&下野のキスよりすごい うた☆プリ放送室 第1巻
- DJCD 谷山紀章のMr. Tambourine Man 〜酒池肉林〜
- DJCD 谷山紀章のMr. Tambourine Man 〜猪突猛進〜
- DJCD 谷山紀章のMr. Tambourine Man 〜治外法権〜
- DJCD 谷山紀章のMr. Tambourine Man 〜四面楚歌〜
- DJCD 谷山紀章のMr. Tambourine Man 〜因果応報〜
- DJCD 谷山紀章のMr. Tambourine Man 〜心頭滅却〜
- DJCD 谷山紀章のMr. Tambourine Man 〜蔵出し〜 Vol.1〜5
- DJCD 谷山紀章のMr. Tambourine Man 〜丼鉢勘定〜
- DJCD 谷山紀章のMr. Tambourine Man 〜門外不出〜
- DJCD 谷山紀章のMr. Tambourine Man 〜色即是空〜
- DJCD 谷山紀章のMr. Tambourine Man 〜大器晩成〜
- DJCD「ママチャリと駐在さんのぼくちゅうラジオ!」
- HACObook 美女と野獣×谷山紀章[179]

### 舞台
- 喝采（2007年9月、シアターサンモール）
- チョコレートガールズ2 〜チョコレートガールズVSアズキガールズ〜（映像出演、2011年2月9日 - 14日、前進座劇場）
- AD-LIVE2015（2015年10月11日、三郷市文化会館）※岡本信彦、鈴村健一と共演
- 絶響MUSICA THE STAGE（2020年7月8日 - 13日、俳優座劇場） - ジョア役（声の出演）[180]
- TASTE OF SOUND WAVE Reading with Live music Sherlock Holmes 4（2024年7月13日 - 14日、大手町三井ホール）[181]

### 玩具
- 王様戦隊キングオージャー DXオージャカリバー（2023年3月4日）
- 王様戦隊キングオージャー DXキングズウエポン（2023年3月4日）
- 王様戦隊キングオージャー DXオージャカリバーZERO（2023年9月14日）
- 王様戦隊キングオージャー DXオージャクラウンランス（2023年7月15日）
- 王様戦隊キングオージャー オージャカリバー -MEMORIAL EDITION-（2024年11月27日）
- 王様戦隊キングオージャー オージャカリバーZERO -MEMORIAL EDITION-（2025年1月29日）

### その他コンテンツ
- Zeeny Lights HD x 谷山紀章 オリジナルコラボレーションモデル（2021年、オリジナルボイス[182][183]）

## ディスコグラフィ

### シングル
|     | 発売日        | タイトル    | 規格品番  | オリコン最高位 |
| --- | ------------- | ----------- | --------- | -------------- |
| 1st | 2005年2月23日 | Daydreamin' | LACM-4184 |                |
| 2nd | 2005年8月24日 | Warrior     | LACM-4218 |                |

### タイアップ曲
| 楽曲        | タイアップ                                                                    | 時期   |
| ----------- | ----------------------------------------------------------------------------- | ------ |
| Daydreaming | tvk他『好きなものは好きだからしょうがない!!』エンディングテーマ               | 2005年 |
| Warrior     | ラジオ大阪・TBSラジオ『金色のコルダ〜放課後のエチュード〜』オープニングテーマ | 2005年 |

### キャラクターソング
| 発売日   | 商品名 | 歌 | 楽曲                                                                            | 備考                                                                                |
| 1999年   | 1999年 | 1999年 | 1999年                                                                          | 1999年                                                                              |
| -------- | --- | --- | ------------------------------------------------------------------------------- | ----------------------------------------------------------------------------------- |
| 7月17日  | 卒業Mワールド G.i.zoku -戯賊誕生!!-                                                                         | G.I.zoku | 「危険な匂いのDestiny」 「弾丸列車」                                            | 『卒業Mワールド』関連曲                                                             |
| 7月17日  | 卒業Mワールド G.i.zoku -戯賊誕生!!-                                                                         | 浜島夏月（谷山紀章） | 「COOL」                                                                        | 『卒業Mワールド』関連曲                                                             |
| 2000年   | | |                                                                                 |                                                                                     |
| 4月26日  | あいたくて… Love songs 〜a piece of my heart〜                                                              | 三好直人（谷山紀章） | 「BAKKAじゃない?」                                                              | ゲーム『あいたくて… 〜your smiles in my heart〜』関連曲                             |
| 2004年   | | |                                                                                 |                                                                                     |
| 2月21日  | 金色のコルダ 〜espressivo〜                                                                                 | 月森蓮（谷山紀章） | 「PRELUDE -青月光-〈extended mix〉」                                            | ゲーム『金色のコルダ』関連曲                                                        |
| 4月23日  | 僕らの王国 バラエティCD                                                                                     | 暁（谷山紀章）、怜（私市淳） | 「KINGDOM LOVE」                                                                | ドラマCD『僕らの王国』関連曲                                                        |
| 7月22日  | 君が望む永遠 キャラクターイメージソング Portrait*5 -孝之                                                    | 鳴海孝之（谷山紀章） | 「未完成のGUILTY」 「LAST SMILE」                                               | テレビアニメ『君が望む永遠』関連曲                                                  |
| 8月25日  | 金色のコルダ 〜fantasmagoria〜                                                                              | 月森蓮（谷山紀章） | 「FLAME」                                                                       | ゲーム『金色のコルダ』関連曲                                                        |
| 2005年   | | |                                                                                 |                                                                                     |
| 9月30日  | Yo-Jin-Bo 〜運命のフロイデ〜 ROCKS                                                                          | 風魔霞丸（谷山紀章） | 「RULE〜激しい雨〜」                                                            | ゲーム『Yo-Jin-Bo 〜運命のフロイデ〜』関連曲                                        |
| 10月19日 | 金色のコルダ 〜espressivo2                                                                                  | 月森蓮（谷山紀章）、王崎信武（小西克幸） | 「VIBRATO 〜the way you are〜」                                                 | ゲーム『金色のコルダ』関連曲                                                        |
| 10月19日 | 金色のコルダ 〜espressivo2                                                                                  | 月森蓮（谷山紀章）、土浦梁太郎（伊藤健太郎）、志水桂一（福山潤）、火原和樹（森田成一）、柚木梓馬（岸尾大輔）、金澤紘人（石川英郎）、王崎信武（小西克幸） | 「Overture -序曲- 〜Theme Song of “La corda d’oro”〜」                          | ゲーム『金色のコルダ』関連曲                                                        |
| 11月25日 | ぴゅあらばフレーバー 〜始まりの場所〜 メッセサンオー特典CD「Lovely Midnight☆」                              | 水原櫂人（谷山紀章） | 「ホットミルクジンジャー」                                                      | ゲーム『ぴゅあらばフレーバー』関連曲                                                |
| 2006年   | | |                                                                                 |                                                                                     |
| 1月25日  | 水の旋律 キャラクターソング 〜二人のアナザーストーリー DropII〜 茶呑書房                                    | 手塚京輔（谷山紀章）、新野憲吾（鈴村健一） | 「Keep on smile」                                                               | ゲーム『水の旋律』関連曲                                                            |
| 2月22日  | 金色のコルダ 〜divertimento〜                                                                               | 月森蓮（谷山紀章） | 「Fill my heart」                                                               | ゲーム『金色のコルダ』関連曲                                                        |
| 2月22日  | 金色のコルダ 〜divertimento〜                                                                               | 月森蓮（谷山紀章）、土浦梁太郎（伊藤健太郎）、志水桂一（福山潤）、火原和樹（森田成一）、柚木梓馬（岸尾大輔） | 「Happy Time」                                                                  | ゲーム『金色のコルダ』関連曲                                                        |
| 9月20日  | 金色のコルダ 〜primo passo〜 キャラクターコレクション0 -前奏曲-                                             | 月森蓮（谷山紀章）、土浦梁太郎（伊藤健太郎）、志水桂一（福山潤） | 「明日へのMelody」                                                              | テレビアニメ『金色のコルダ〜primo passo〜』関連曲                                   |
| 10月26日 | Yo-Jin-Bo 〜運命のフロイデ〜 ROCKS 斬                                                                       | 風魔霞丸（谷山紀章） | 「Moonlight Shadow」                                                            | ゲーム『Yo-Jin-Bo 〜運命のフロイデ〜』関連曲                                        |
| 11月29日 | CRESCENDO                                                                                                   | stella quintet | 「CRESCENDO」                                                                   | テレビアニメ『金色のコルダ〜primo passo〜』エンディングテーマ                       |
| 12月8日  | パレドゥレーヌ Platinum Disc"Rosso" 前編「騎士道へのオマージュ」                                            | イリヤ（谷山紀章）、ディトリッシュ（岸尾大輔）、アストラッド（岡本寛志） | 「Amore di cavalleria」                                                         | ゲーム『パレドゥレーヌ』関連曲                                                      |
| 2007年   | | |                                                                                 |                                                                                     |
| 4月25日  | 金色のコルダ 〜primo passo〜 キャラクターコレクション5 -月森編-                                             | 月森蓮（谷山紀章） | 「月の破片」                                                                    | テレビアニメ『金色のコルダ』関連曲                                                  |
| 7月4日   | 金色のコルダ2 〜felice〜                                                                                    | 月森蓮（谷山紀章） | 「WITHOUT END」                                                                 | ゲーム『金色のコルダ2』関連曲                                                       |
| 8月22日  | 金色のコルダ 〜primo passo〜 ヴォーカル・コレクション                                                       | 月森蓮（谷山紀章）、土浦梁太郎（伊藤健太郎）、志水桂一（福山潤）、火原和樹（森田成一）、柚木梓馬（岸尾だいすけ）、金澤紘人（石川英郎）、王崎信武（小西克幸） | 「君に捧げるHarmony」                                                           | テレビアニメ『金色のコルダ〜primo passo〜』関連曲                                   |
| 9月5日   | ネオロマンス トリリオン Aromantic Autumn                                                                    | 月森蓮（谷山紀章） | 「DESTINATION」                                                                 | ゲーム『金色のコルダ』関連曲                                                        |
| 9月28日  | プリンセス・ナイトメア Charactar Song Collection vol.6 フランケン・リースリング                             | フランケン・リースリング（谷山紀章） | 「イコール」                                                                    | ゲーム『プリンセスナイトメア』関連曲                                                |
| 8月31日  | Over Drive キャラクターソングシリーズ Vol.3                                                                 | 大和武（谷山紀章） | 「Little wings fly high」                                                       | テレビアニメ『Over Drive』関連曲                                                    |
| 10月24日 | 愛と正義の助っ人達のロマンボーカル集                                                                        | 風間大介（谷山紀章） | 「行けレインボーマン」 「死ね死ね団のテーマ」                                   | ドラマCD『レインボーマン』テーマソング                                              |
| 11月28日 | 幕末恋華・花柳剣士伝 キャラクターソング 〜其の参〜                                                          | 陸奥陽之助（谷山紀章） | 「優越」                                                                        | ゲーム『幕末恋華 花柳剣士伝』関連曲                                                 |
| 12月19日 | 金色のコルダ2 〜gloria〜                                                                                    | 月森蓮（谷山紀章）、土浦梁太郎（伊藤健太郎）、加地葵（宮野真守） | 「輝きはダイヤモンド」                                                          | ゲーム『金色のコルダ2』関連曲                                                       |
| 12月26日 | ブレスレス・ハンター 第2巻                                                                                  | 櫂原優毅（谷山紀章） | 「Reason」                                                                      | ドラマCD『ブレスレス・ハンター』関連曲                                              |
| 2008年   | | |                                                                                 |                                                                                     |
| 4月23日  | 金色のコルダ2 〜felice2〜                                                                                   | 月森蓮（谷山紀章）、加地葵（宮野真守） | 「CORONA -光冠-」                                                               | ゲーム『金色のコルダ2』関連曲                                                       |
| 5月23日  | 放課後は白銀の調べ 〜翡翠の調べ〜 兵頭十馬                                                                  | 兵頭十馬（谷山紀章） | 「熱き夢に染まれ」                                                              | ゲーム『放課後は白銀の調べ』関連曲                                                  |
| 5月28日  | マイポートレイト・イン・君が望む永遠                                                                        | 鳴海孝之（谷山紀章）、涼宮遙（栗林みな実） | 「となりにいるから。」                                                          | ゲーム『君が望む永遠』関連曲                                                        |
| 5月28日  | マイポートレイト・イン・君が望む永遠                                                                        | 鳴海孝之（谷山紀章）、速瀬水月（たかはし智秋） | 「光もたらす日に」                                                              | ゲーム『君が望む永遠』関連曲                                                        |
| 6月28日  | Promised Rainbow                                                                                            | オスカー（堀内賢雄）、ユーイ（浪川大輔）、風早（井上和彦）、サザキ（関智一）、月森蓮（谷山紀章）、土浦梁太郎（伊藤健太郎）レイン（高橋広樹）、エレンフリート（入野自由）                                                                                             | 「Promised Rainbow」                                                            | ライブイベント『ネオロマンス・ライヴ 2008 Summer』テーマソング                      |
| 8月23日  | MIST ZERO                                                                                                   | 風魔霞丸（谷山紀章） | 「DEMISE」                                                                      | ゲーム『Yo-Jin-Bo 〜運命のフロイデ〜』関連曲                                        |
| 9月10日  | ウラナイ・ハナサナイ・カエサナイ                                                                            | フォーチュンセヴン | 「ウラナイ・ハナサナイ・カエサナイ」                                            | ゲーム『トゥルーフォーチュン』関連曲                                                |
| 11月26日 | Break+Your+Destiny                                                                                          | 兵部京介（遊佐浩二）、皆本光一（中村悠一）、賢木修二（谷山紀章） | 「Break+Your+Destiny」                                                          | テレビアニメ『絶対可憐チルドレン』エンディングテーマ                                |
| 11月26日 | Break+Your+Destiny                                                                                          | 兵部京介（遊佐浩二）、皆本光一（中村悠一）、賢木修二（谷山紀章） | 「No Surrender」                                                                | テレビアニメ『絶対可憐チルドレン』関連曲                                            |
| 12月3日  | ネオロマンス♥Duet+ 金色のコルダ                                                                             | 月森蓮（谷山紀章）、土浦梁太郎（伊藤健太郎） | 「FATE 〜真冬の太陽〜」                                                         | ゲーム『金色のコルダ』関連曲                                                        |
| 2009年   | | |                                                                                 |                                                                                     |
| 1月21日  | 絶対可憐チルドレン キャラクターCD 7th session 賢木修二 starring 谷山紀章                                    | 賢木修二（谷山紀章） | 「Romantic?Workaholic.」 「Snatch」                                             | テレビアニメ『絶対可憐チルドレン』関連曲                                            |
| 2月11日  | 金色のコルダ2 〜SWEET♪TWINKLE〜                                                                             | 月森蓮（谷山紀章） | 「AQUA BLUE」                                                                   | ゲーム『金色のコルダ2』関連曲                                                       |
| 2月12日  | ときめきメモリアル Girl's Side from 1st Love & 2nd Season ドラマ&イメージソングアルバム                     | 真嶋太郎（谷山紀章） | 「ほんとのI Love You」                                                          | ゲーム『ときめきメモリアル Girl's Side 2nd Season』関連曲                           |
| 3月11日  | トゥルーフォーチュン オリジナルボイスドラマVol.5「恋のミラクル第三種接近遭遇」                              | 野間卓人（谷山紀章） | 「ミラクルフォーチュン」                                                        | ゲーム『トゥルーフォーチュン』関連曲                                                |
| 3月25日  | UNLIMITED ∞                                                                                                 | 兵部京介（遊佐浩二）、皆本光一（中村悠一）、賢木修二（谷山紀章） | 「UNLIMITED 〜∞〜」 「Break+Your+Destiny」                                      | テレビアニメ『絶対可憐チルドレン』関連曲                                            |
| 3月25日  | UNLIMITED ∞                                                                                                 | 賢木修二（谷山紀章） | 「UNLIMITED 〜reloaded〜」                                                      | テレビアニメ『絶対可憐チルドレン』関連曲                                            |
| 5月27日  | 蒼穹のスコア 〜The score in blue〜                                                                          | stella quintet+ | 「蒼穹のスコア 〜The score in blue〜」                                          | テレビアニメ『金色のコルダ 〜secondo passo〜』主題歌                                |
| 5月27日  | リトルアンカー オリジナルサウンドトラック                                                                   | ヴィオレ・ラファール（谷山紀章） | 「Progress」                                                                    | ゲーム『リトルアンカー』オープニングテーマ                                          |
| 7月24日  | とある魔術の禁書目録 アーカイブス3                                                                          | ステイル＝マグヌス（谷山紀章） | 「under the cry」                                                               | ゲーム『とある魔術の禁書目録』関連曲                                                |
| 7月31日  | Edge of the Destiny                                                                                         | 天羽零彗（谷山紀章）、ルシフェル（加藤英美里） | 「Edge of the Destiny」                                                         | ゲーム『デモンブライド』関連曲                                                      |
| 8月7日   | Chrome Shelled REGIOS Character Songs - The First Session                                                   | シャーニッド・エリプトン（谷山紀章） | 「サイレント・トーク」                                                          | テレビアニメ『鋼殻のレギオス』関連曲                                                |
| 8月12日  | 金色のコルダ 〜secondo passo〜 Tears                                                                        | 月森蓮（谷山紀章） | 「TEAR」                                                                        | テレビアニメ『金色のコルダ 〜secondo passo〜』関連曲                                |
| 9月19日  | Promised Rainbow 15th 記念盤                                                                                | オスカー（堀内賢雄）、フランシス（杉田智和）、風早（井上和彦）、ナーサティヤ（置鮎龍太郎）、月森蓮（谷山紀章）、火原和樹（森田成一）、レイン（高橋広樹）、ベルナール（平川大輔）                                                                                     | 「Promised Rainbow 15th VERSION」                                               | ライブイベント『ネオロマンス 15thアニバーサリー』テーマソング                       |
| 9月30日  | 金色のコルダ2fアンコール -graduation-                                                                       | 月森蓮（谷山紀章）、衛藤桐也（日野聡） | 「TWILIGHT RONDO」                                                              | ゲーム『金色のコルダ2f アンコール』関連曲                                           |
| 10月14日 | ネオロマンス・フレンズ                                                                                      | 月森蓮（谷山紀章） | 「KALEIDOSCOPE」                                                                | ゲーム『金色のコルダ』関連曲                                                        |
| 10月15日 | Innocent love／DAYLIGHT MOON ver.零彗                                                                       | 天羽零彗（谷山紀章） | 「Innocent love」 「DAYLIGHT MOON ver.零彗」                                    | ゲーム『デモンブライド』関連曲                                                      |
| 12月9日  | ネオロマンス・クリスマス 〜聖夜にラブソングを〜                                                             | ルヴァ（関俊彦）、サザキ（関智一）、月森蓮（谷山紀章）、ジェイド（小野坂昌也） | 「HOLY SNOW」                                                                   | ゲーム『金色のコルダ』関連曲                                                        |
| 2010年   | | |                                                                                 |                                                                                     |
| 1月27日  | うたの☆プリンスさまっ♪オーディションソング3                                                                 | 四ノ宮那月（谷山紀章） | 「サザンクロス恋唄（ワルツ）」                                                  | ゲーム『うたの☆プリンスさまっ♪』関連曲                                              |
| 2月24日  | うたの☆プリンスさまっ♪ オーディションソング4                                                                | Aクラス | 「永遠のトライスター」                                                          | ゲーム『うたの☆プリンスさまっ♪』関連曲                                              |
| 2月24日  | BLEACH BREATHLESS COLLECTION:05 檜佐木修兵 with 風死                                                        | 檜佐木修兵（小西克幸） with 風死（谷山紀章） | 「KILL」                                                                        | テレビアニメ『BLEACH 斬魄刀異聞篇』関連曲                                           |
| 3月24日  | 金色のコルダ3 〜熱き心の調べよ〜                                                                            | 如月響也（福山潤）、如月律（小西克幸）、榊大地（内田夕夜）、水嶋悠人（水橋かおり）、八木沢雪広（伊藤健太郎）、火積司郎（森田成一）、水嶋新（岸尾だいすけ）、東金千秋（谷山紀章）、土岐蓬生（石川英郎）、冥加玲士（日野聡）、天宮静（宮野真守）、七海宗介（増田ゆき） | 「BLUE SKY BLUE〈12人全員Ver.〉」                                               | ゲーム『金色のコルダ3』関連曲                                                       |
| 3月24日  | 金色のコルダ3 〜熱き心の調べよ〜                                                                            | 東金千秋（谷山紀章） | 「SHOWTIME!」                                                                   | ゲーム『金色のコルダ3』関連曲                                                       |
| 3月24日  | 金色のコルダ3 〜熱き心の調べよ〜                                                                            | 東金千秋（谷山紀章）、土岐蓬生（石川英郎） | 「BLUE SKY BLUE〈神南Ver.〉」                                                   | ゲーム『金色のコルダ3』関連曲                                                       |
| 6月30日  | うたの☆プリンスさまっ♪ サウンドトラック サウンドの☆プリンスさまっ♪                                          | 一十木音也（寺島拓篤）、聖川真斗（鈴村健一）、四ノ宮那月（谷山紀章）、一ノ瀬トキヤ（宮野真守）、神宮寺レン（諏訪部順一）、来栖翔（下野紘） | 「Welcome to UTA☆PRI world!!」                                                  | ゲーム『うたの☆プリンスさまっ♪』関連曲                                              |
| 6月30日  | たの☆プリンスさまっ♪ 連動キャンペーンCD第二弾 Aクラス編                                                     | Aクラス | 「Welcome to UTA☆PRI world!! Aclass ver.」                                      | ゲーム『うたの☆プリンスさまっ♪』関連曲                                              |
| 7月28日  | ☆Seventh★Heaven☆/…Out of control…                                                                           | 可憐GUY's | 「…Out of control…」                                                            | OVA『絶対可憐チルドレン』挿入歌                                                     |
| 9月15日  | 金色のコルダ3 〜旋律は深く甘美（あま）く〜                                                                  | 東金千秋（谷山紀章）、土岐蓬生（石川英郎） | 「DUAL VOLTAGE」                                                                | ゲーム『金色のコルダ3』関連曲                                                       |
| 11月10日 | うたの☆プリンスさまっ♪ ハッピーラブソング3                                                                  | 四ノ宮那月（谷山紀章） | 「アンドロメダでクチヅケを」                                                    | ゲーム『うたの☆プリンスさまっ♪』関連曲                                              |
| 12月8日  | うたの☆プリンスさまっ♪AAディスク                                                                            | Aクラス | 「AMAZING LOVE」                                                                | ゲーム『うたの☆プリンスさまっ♪』関連曲                                              |
| 12月22日 | うたの☆プリンスさまっ♪ デュエットドラマCD 那月&翔                                                           | 四ノ宮那月（谷山紀章）、来栖翔（下野紘） | 「GO!×2ジェットコースター」                                                     | ゲーム『うたの☆プリンスさまっ♪』関連曲                                              |
| 12月29日 | FULL SCORE 04 Mixture                                                                                       | 下手洋平（谷山紀章） | 「Borderless Music!!! -Jazz Night-」                                            | ドラマCD『FULL SCORE』関連曲                                                        |
| 2011年   | | |                                                                                 |                                                                                     |
| 1月19日  | ぬらりひょんの孫 キャラクターCDシリーズ 奴良リクオ／清継&島                                                 | 清継（谷山紀章）、島（柿原徹也） | 「I can't stop my true Love」                                                   | テレビアニメ『ぬらりひょんの孫』関連曲                                              |
| 2月23日  | うたの☆プリンスさまっ♪ 連動キャンペーンCD第三弾 Aクラス編                                                   | 四ノ宮那月（谷山紀章） | 「GO!×2ジェットコースター」                                                     | ゲーム『うたの☆プリンスさまっ♪』関連曲                                              |
| 5月4日   | 縁 -enishi- SOUND COLLECTION                                                                                | ハヤト（谷山紀章） | 「浸食」                                                                        | 映画『縁 -enishi-』関連曲                                                           |
| 7月20日  | マジLOVE1000%                                                                                               | ST☆RISH | 「マジLOVE1000%」                                                               | テレビアニメ『うたの☆プリンスさまっ♪ マジLOVE1000%』エンディングテーマ              |
| 7月20日  | マジLOVE1000%                                                                                               | ST☆RISH | 「未来地図」                                                                    | テレビアニメ『うたの☆プリンスさまっ♪』挿入歌                                        |
| 8月24日  | うたの☆プリンスさまっ♪ マジLOVE1000% アイドルソング 四ノ宮那月                                              | 四ノ宮那月（谷山紀章） | 「オリオンでSHOUT OUT」                                                         | テレビアニメ『うたの☆プリンスさまっ♪』挿入歌                                        |
| 8月24日  | うたの☆プリンスさまっ♪ マジLOVE1000% アイドルソング 四ノ宮那月                                              | 四ノ宮那月（谷山紀章） | 「Top Star Revolution」                                                         | ゲーム『うたの☆プリンスさまっ♪ Debut』挿入歌                                        |
| 11月9日  | うたの☆プリンスさまっ♪ Debut ユニットドラマCD 藍＆那月＆翔                                                  | 美風藍（蒼井翔太）、四ノ宮那月（谷山紀章）、来栖翔（下野紘） | 「Triangle Beat」                                                               | ゲーム『うたの☆プリンスさまっ♪ Debut』挿入歌                                        |
| 11月25日 | SNK PLAYMORE パチスロ プレミアム サウンド コレクション                                                      | アース・ジャスティス（谷山紀章） | 「蒼い風 スカイラブ3」                                                          | パチスロ『スカイラブ3』関連曲                                                       |
| 2012年   | | |                                                                                 |                                                                                     |
| 2月22日  | うたの☆プリンスさまっ♪ マジLOVE1000% Blu-ray&DVD 第6巻封入特典CD                                            | ST☆RISH | 「マジLOVE1000% -with piano-」 「未来地図 -a cappella-」                        | テレビアニメ『うたの☆プリンスさまっ♪』関連曲                                        |
| 3月14日  | 100万人の金色のコルダ〜Precious Present〜                                                                   | 月森蓮（谷山紀章） | 「LIGHT OF MY EYES」                                                            | ゲーム『100万人の金色のコルダ』関連曲                                               |
| 4月      | FULL SCORE the 2nd season 全巻購入応募特典CD                                                                | 大江唯（谷山紀章） | 「the One and Only ……YOU!!!」 「Borderless Music!!! 〜演歌編〜」                | ドラマCD『FULL SCORE the 2nd season』関連曲                                         |
| 7月25日  | うたの☆プリンスさまっ♪ Shining All Star CD                                                                  | 一十木音也（寺島拓篤）、聖川真斗（鈴村健一）、四ノ宮那月（谷山紀章）、一ノ瀬トキヤ（宮野真守）、神宮寺レン（諏訪部順一）、来栖翔（下野紘）、愛島セシル（鳥海浩輔）                                                                                                   | 「RAINBOW☆DREAM」                                                               | ゲーム『うたの☆プリンスさまっ♪ All Star』関連曲                                     |
| 8月1日   | AMNESIA キャラクターCD イッキ＆ケント                                                                       | イッキ（谷山紀章） | 「永遠のNightscape」                                                            | ゲーム『AMNESIA』関連曲                                                             |
| 8月1日   | AMNESIA キャラクターCD イッキ＆ケント                                                                       | イッキ（谷山紀章） / 語り：ケント（石田彰） | 「my best friend?」                                                             | ゲーム『AMNESIA』関連曲                                                             |
| 10月10日 | PCゲーム シノバズセブン 02.大河                                                                             | 大河葵（谷山紀章） | 「Love Addiction」                                                              | ゲーム『シノバズセブン』関連曲                                                      |
| 12月26日 | 金色のコルダ3 〜情愛（あい）の鼓動（パルス）〜                                                              | 東金千秋（谷山紀章） | 「MAKE U MINE」                                                                 | ゲーム『金色のコルダ3』関連曲                                                       |
| 12月     | Black Wolves Saga CD 連動購入特典オリジナルボーカルCD                                                       | ギラン（谷山紀章）、ユリアン（細谷佳正） | 「限りなく透明に近い黒（BLACK）」                                               | ゲーム『Black Wolves Saga』関連曲                                                   |
| 2013年   | | |                                                                                 |                                                                                     |
| 1月9日   | うたの☆プリンスさまっ♪ シャッフルユニットCD 那月＆トキヤ                                                    | 四ノ宮那月（谷山紀章）、一ノ瀬トキヤ（宮野真守） | 「Still Still Still」                                                           | ゲーム『うたの☆プリンスさまっ♪』関連曲                                              |
| 2月20日  | しろくまカフェ ED09 ナマケモノ                                                                              | ナマケモノ（谷山紀章） | 「ラルゴ」 「しろくまカフェ〜ナマケモノ〜」                                     | テレビアニメ『しろくまカフェ』関連曲                                                |
| 2月20日  | ミライノサキヘ 皆本光一 starring 中村悠一                                                                   | 可憐GUY’s | 「BRIGHTEST LIGHT Minamoto arrange」                                            | テレビアニメ『THE UNLIMITED 兵部京介』エンディングテーマ                            |
| 2月20日  | COME TOGETHER!!!! 賢木修二 starring 谷山紀章                                                                | 賢木修二（谷山紀章） | 「COME TOGETHER!!!!」                                                           | テレビアニメ『THE UNLIMITED 兵部京介』関連曲                                        |
| 2月20日  | COME TOGETHER!!!! 賢木修二 starring 谷山紀章                                                                | 可憐GUY’s | 「BRIGHTEST LIGHT Sakaki arrange」                                              | テレビアニメ『THE UNLIMITED 兵部京介』関連曲                                        |
| 3月20日  | Break Through                                                                                               | 可憐GUY's | 「…Out of Control… ver.2」 「DARKNESS NIGHT—BRIGHTEST LIGHT Break Through」     | テレビアニメ『THE UNLIMITED 兵部京介』関連曲                                        |
| 3月20日  | Break Through                                                                                               | 可憐GUY’s | 「BRIGHTEST LIGHT」                                                             | テレビアニメ『THE UNLIMITED 兵部京介』エンディングテーマ                            |
| 3月27日  | 白虎隊 志士異聞記 音盤其の弐                                                                                | 鹿目千歳（森久保祥太郎）、才谷虎太朗（谷山紀章）、吾妻業平（立花慎之介） | 「桜華（さくらばな）、散リ往ク頃」                                              | ゲーム『白虎隊 志士異聞記』関連曲                                                   |
| 5月22日  | シノバズセブン ボーカルソングコレクション                                                                   | 大河葵（谷山紀章） | 「Love Addiction」                                                              | ゲーム『シノバズセブン』関連曲                                                      |
| 7月24日  | 金色のコルダ 10th Anniversary CD 1 月森蓮&土浦梁太郎&金澤紘人                                               | 月森蓮（谷山紀章）、金澤紘人（石川英郎） | 「LUMINANCE」                                                                   | ゲーム『金色のコルダ』関連曲                                                        |
| 4月24日  | マジLOVE2000%                                                                                               | ST☆RISH | 「マジLOVE2000%」                                                               | テレビアニメ『うたの☆プリンスさまっ♪ マジLOVE2000%』エンディングテーマ              |
| 4月24日  | マジLOVE2000%                                                                                               | ST☆RISH | 「夢追人へのSymphony」                                                          | テレビアニメ『うたの☆プリンスさまっ♪ マジLOVE2000%』挿入歌                          |
| 5月29日  | うたの☆プリンスさまっ♪ マジLOVE2000% アイドルソング 四ノ宮那月                                              | 四ノ宮那月（谷山紀章） | 「シリウスへの誓い」                                                            | テレビアニメ『うたの☆プリンスさまっ♪ マジLOVE2000%』挿入歌                          |
| 5月29日  | うたの☆プリンスさまっ♪ マジLOVE2000% アイドルソング 四ノ宮那月                                              | 四ノ宮那月（谷山紀章） | 「☆YELL☆」                                                                      | テレビアニメ『うたの☆プリンスさまっ♪ マジLOVE2000%』関連曲                          |
| 7月31日  | AMNESIA CROWD キャラクターCD イッキ＆ケント                                                                 | イッキ（谷山紀章） | 「First love」                                                                  | ゲーム『AMNESIA CROWD』関連曲                                                       |
| 7月31日  | THE UNLIMITED 兵部京介 Blu-ray&DVD 05 初回限定版特典CD                                                      | 可憐GUY's | 「Break+Your+Destiny ver.2」                                                    | テレビアニメ『THE UNLIMITED 兵部京介』関連曲                                        |
| 9月25日  | うたの☆プリンスさまっ♪ マジLOVE2000% Blu-ray&DVD Vol.4 Original Soundtrack 3                                | 四ノ宮那月（谷山紀章） | 「ピヨちゃんのうた」                                                            | テレビアニメ『うたの☆プリンスさまっ♪ マジLOVE2000%』関連曲                          |
| 10月23日 | うたの☆プリンスさまっ♪ マジLOVE2000% Blu-ray&DVD Vol.5 Original Soundtrack 4                                | ST☆RISH | 「マジLOVE2000% -with piano-」                                                  | テレビアニメ『うたの☆プリンスさまっ♪ マジLOVE2000%』関連曲                          |
| 11月27日 | 黒子のバスケ キャラクターソング SOLO SERIES Vol.13 氷室辰也                                                 | 氷室辰也（谷山紀章） | 「Ready Fight!!」 「Any time, any place」                                       | テレビアニメ『黒子のバスケ』関連曲                                                  |
| 12月25日 | うたの☆プリンスさまっ♪ マジLOVE2000% Blu-ray&DVD Vol.7 特典CD                                               | シャイニング・スターズ（ST☆RISH & QUARTET NIGHT） | 「Shining Star Xmas」                                                           | テレビアニメ『うたの☆プリンスさまっ♪ マジLOVE2000%』関連曲                          |
| 12月25日 | うたの☆プリンスさまっ♪ マジLOVE2000% Blu-ray&DVD Vol.7 特典CD                                               | ST☆RISH | 「マジLOVE1000% -RAINBOW STAR ver.-」                                           | テレビアニメ『うたの☆プリンスさまっ♪ マジLOVE2000%』エンディングテーマ              |
| 12月25日 | うたの☆プリンスさまっ♪ 劇団シャイニング マスカレイドミラージュ                                              | 寿嶺二（森久保祥太郎）、美風藍（蒼井翔太）、四ノ宮那月（谷山紀章） | 「マスカレイドミラージュ」                                                      | ゲーム『うたの☆プリンスさまっ♪』関連曲                                              |
| 2014年   | | |                                                                                 |                                                                                     |
| 3月26日  | AMNESIA CHARACTER SONG COLLECTION                                                                           | イッキ（谷山紀章） | 「First love」                                                                  | ゲーム『AMNESIA』関連曲                                                             |
| 3月26日  | AMNESIA CHARACTER SONG COLLECTION                                                                           | イッキ（谷山紀章） / 語り：ケント（石田彰） | 「my best friend?」                                                             | ゲーム『AMNESIA』関連曲                                                             |
| 3月26日  | AMNESIA CHARACTER SONG COLLECTION                                                                           | AiT | 「your magic」                                                                  | ゲーム『AMNESIA』関連曲                                                             |
| 3月26日  | 金色のコルダ3 AnotherSky feat.神南                                                                          | 東金千秋（谷山紀章） | 「ROSY ROSA ROSY」                                                              | ゲーム『金色のコルダ3 AnotherSky』関連曲                                            |
| 4月16日  | 黒子のバスケ キャラクターソング DUET SERIES Vol.8 紫原敦&氷室辰也                                           | 紫原敦（鈴村健一）、氷室辰也（谷山紀章） | 「ZERO GAME」 「Till the last」                                                 | テレビアニメ『黒子のバスケ』関連曲                                                  |
| 4月23日  | ハマトラ オリジナル・サウンドトラック コロンブスの卵のスープ 初回限定生産盤                                 | トラオ（谷山紀章） | 「Nowhere Living Now」                                                          | テレビアニメ『ハマトラ』関連曲                                                      |
| 4月23日  | What's this?                                                                                                | 超魂團 | 「What's this?」                                                                | ゲーム『幕末Rock』主題歌                                                            |
| 5月9日   | 幕末Rock 超絶頂★ソング 坂本龍馬                                                                             | 坂本龍馬（谷山紀章） | 「Crash My Head」 「LAST SCREAM」（坂本龍馬）                                   | ゲーム『幕末Rock』関連曲                                                            |
| 5月28日  | 金色のコルダ Blue♪Sky オリジナル・サウンドトラック                                                          | Maestro♪Fields | 「WINGS TO FLY」                                                                | テレビアニメ『金色のコルダ Blue♪Sky』オープニングテーマ                             |
| 6月25日  | 金色のコルダ Blue♪Sky focus on 神南高校                                                                     | 東金千秋（谷山紀章） | 「TOHGANE Sings WINGS TO FLY」 「G.L.A.M.O.R.O.U.S.」                           | テレビアニメ『金色のコルダ Blue♪Sky』関連曲                                         |
| 6月25日  | 金色のコルダ Blue♪Sky focus on 神南高校                                                                     | 神南高校管弦楽部 | 「Andante 〜featuring 神南高校」                                                | テレビアニメ『金色のコルダ Blue♪Sky』関連曲                                         |
| 8月6日   | AMNESIA World キャラクターCD イッキ＆ケント                                                                 | イッキ（谷山紀章） | 「lonely starlight」                                                            | ゲーム『AMNESIA World』関連曲                                                       |
| 8月23日  | 金色のコルダ 星奏学院祭4 〜未来へのダ・カーポ〜                                                             | 月森蓮（谷山紀章） | 「PRELUDE -青月光- 2014」                                                       | ゲーム『金色のコルダ』関連曲                                                        |
| 7月24日  | トライアングル★ロックンロール                                                                               | 坂本龍馬（谷山紀章）、高杉晋作（鈴木達央）、桂小五郎（森久保祥太郎） | 「Rolling Thunder」                                                             | テレビアニメ『幕末Rock』挿入歌                                                      |
| 7月24日  | トライアングル★ロックンロール                                                                               | 坂本龍馬（谷山紀章）、土方歳三（森川智之）、沖田総司（小野賢章） | 「INTERSECT」                                                                   | テレビアニメ『幕末Rock』挿入歌                                                      |
| 7月24日  | トライアングル★ロックンロール                                                                               | 坂本龍馬（谷山紀章）、高杉晋作（鈴木達央）、桂小五郎（森久保祥太郎） | 「RIDE ON THE WAVE」                                                            | テレビアニメ『幕末Rock』関連曲                                                      |
| 8月27日  | 黒子のバスケ2 Blu-ray&DVD Vol.8 SPECIAL CD feat.氷室辰也                                                    | 氷室辰也（谷山紀章） | 「セイシュンTIP-OFF!! 〜MVP氷室ver.〜」                                         | テレビアニメ『黒子のバスケ』関連曲                                                  |
| 8月27日  | 絶頂DAYBREAK                                                                                                | 超魂團 | 「絶頂DAYBREAK」                                                                | テレビアニメ『幕末Rock』エンディングテーマ                                          |
| 8月27日  | 絶頂DAYBREAK                                                                                                | 超魂團 | 「五色繚乱」                                                                    | テレビアニメ『幕末Rock』関連曲                                                      |
| 8月27日  | 幕末Rock Blu-ray&DVD Vol.1 幕末Rock Bonus Track Vol.1                                                       | 坂本龍馬 | 「絶頂DAYBREAK 坂本龍馬Ver.」 「Rolling Thunder 坂本龍馬ショートVer.」          | テレビアニメ『幕末Rock』関連曲                                                      |
| 10月22日 | 金色のコルダ Blue♪Sky DVD&BD BOX 豪華版 特典スペシャルCD                                                    | 東金千秋（谷山紀章） | 「Andante 〜featuring CHIAKI」                                                  | テレビアニメ『金色のコルダ Blue♪Sky』関連曲                                         |
| 11月6日  | 幕末Rock 超魂（ウルトラソウル） ミニアルバム                                                                | 超魂團 | 「WHITE」                                                                       | テレビアニメ『幕末Rock』関連曲                                                      |
| 11月6日  | 幕末Rock 超魂（ウルトラソウル） ミニアルバム                                                                | 坂本龍馬（谷山紀章）、マシュー・カルブレイス・ペリー・ジュニア（諏訪部順一）、ギター：J（Yuh） | 「GOD BREATH -混色様式- 」                                                      | テレビアニメ『幕末Rock』関連曲                                                      |
| 12月27日 | SHOW BY ROCK!! - シンガンクリムゾンズ                                                                       | シンガンクリムゾンズ［クロウ（谷山紀章）］ | 「TSUBASA」 「シンクリズム-S.C.ISM-」 「New World Order」                       | ゲーム『SHOW BY ROCK!!』関連曲                                                      |
| 2015年   | | |                                                                                 |                                                                                     |
| 2月25日  | 黒子のバスケ キャラクターソング DUET SERIES Vol.10 火神大我&氷室辰也                                        | 火神大我（小野友樹）、氷室辰也（谷山紀章） | 「RIVAL&BROTHER」 「Blue Sky Memories」                                         | テレビアニメ『黒子のバスケ』関連曲                                                  |
| 4月8日   | マジLOVEレボリューションズ                                                                                  | ST☆RISH | 「マジLOVEレボリューションズ」                                                  | テレビアニメ『うたの☆プリンスさまっ♪ マジLOVEレボリューションズ』エンディングテーマ |
| 4月8日   | マジLOVEレボリューションズ                                                                                  | ST☆RISH | 「サンキュ」                                                                    | テレビアニメ『うたの☆プリンスさまっ♪ マジLOVEレボリューションズ』挿入歌             |
| 4月22日  | うたの☆プリンスさまっ♪ マジLOVEレボリューションズ クロスユニットアイドルソング 一十木音也・四ノ宮那月       | 一十木音也（寺島拓篤）、四ノ宮那月（谷山紀章） | 「EMOTIONAL LIFE」                                                              | テレビアニメ『うたの☆プリンスさまっ♪ マジLOVEレボリューションズ』挿入歌             |
| 4月22日  | うたの☆プリンスさまっ♪ マジLOVEレボリューションズ クロスユニットアイドルソング 一十木音也・四ノ宮那月       | 四ノ宮那月（谷山紀章） | 「The New World」                                                               | テレビアニメ『うたの☆プリンスさまっ♪ マジLOVEレボリューションズ』関連曲             |
| 5月20日  | Falling Roses／Crimson quartet -深紅き四重奏-                                                               | シンガンクリムゾンズ | 「Falling Roses」 「Crimson quartet -深紅き四重奏-」                            | テレビアニメ『SHOW BY ROCK!!』関連曲                                                |
| 6月24日  | 「SHOW BY ROCK!!」第1巻完全新作ソロプロジェクトCD (1)                                                       | クロウ（谷山紀章） | 「Red Addiction」                                                               | テレビアニメ『SHOW BY ROCK!!』関連曲                                                |
| 7月1日   | うたの☆プリンスさまっ♪ マジLOVEレボリューションズ BD&DVD Vol.1 特典CD                                       | シャイニング・スターズ（ST☆RISH & QUARTET NIGHT） | 「GOLDEN☆STAR」                                                                 | テレビアニメ『うたの☆プリンスさまっ♪ マジLOVEレボリューションズ』挿入歌             |
| 7月25日  | ネオロマンス・フェスタ 金色のコルダ Featuring 神南高校 Op.2                                                 | 東金千秋（谷山紀章）、土岐蓬生（石川英郎）、芹沢睦（細谷佳正） | 「CRAZY CRAZE CRAZY」                                                           | ゲーム『金色のコルダ3』関連曲                                                       |
| 8月5日   | 幕末Rock 極魂（アルティメットソウル） ミニアルバム                                                          | 坂本龍馬（谷山紀章）、徳川慶喜（斎賀みつき） | 「絶頂SPIRAL」                                                                  | テレビアニメ『幕末Rock』関連曲                                                      |
| 8月5日   | 幕末Rock 極魂（アルティメットソウル） ミニアルバム                                                          | 超魂團 | 「×××ing」                                                                      | テレビアニメ『幕末Rock』関連曲                                                      |
| 8月26日  | ボーイフレンド（仮）キャラクターCDシリーズ Vol.5 九条生晋＆西園寺蓮＆鷹司正臣＆壬生虎冴                     | 鷹司正臣（谷山紀章） | 「ありふれた言いたい事なんて言わないよ 君にだけは」                             | ゲーム『ボーイフレンド（仮）』関連曲                                                |
| 9月16日  | 金色のコルダ プロジェクトff 4 月森・王崎・葉介                                                              | 月森蓮（谷山紀章） | 「INTERLUDE（Short Size）」                                                     | ゲーム『金色のコルダ』関連曲                                                        |
| 9月30日  | うたの☆プリンスさまっ♪ Shining All Star CD2                                                                 | ST☆RISH | 「天空のミラクルスター」                                                        | ゲーム『うたの☆プリンスさまっ♪』関連曲                                              |
| 10月9日  | 黒子のバスケ SOLO MINI ALBUM Vol.6 紫原敦                                                                   | 紫原敦（鈴村健一）、火神大我（小野友樹）、氷室辰也（谷山紀章） | 「Prime Position」                                                              | テレビアニメ『黒子のバスケ』関連曲                                                  |
| 11月18日 | 反撃の大地                                                                                                  | エレン・イェーガー（梶裕貴）、ジャン・キルシュタイン（谷山紀章）、ミカサ・アッカーマン（石川由依） | 「反撃の大地」                                                                  | テレビアニメ『進撃！巨人中学校』エンディングテーマ                                  |
| 12月23日 | HAMATORACKS                                                                                                 | トラオ（谷山紀章） | 「Nowhere Living Now」 「We get sparking」                                      | テレビアニメ『ハマトラ』関連曲                                                      |
| 2016年   | | |                                                                                 |                                                                                     |
| 1月30日  | うたの☆プリンスさまっ♪ シアターシャイニング ポラリス                                                        | 四ノ宮那月（谷山紀章）、一ノ瀬トキヤ（宮野真守）、愛島セシル（鳥海浩輔） | 「ポラリス」                                                                    | ゲーム『うたの☆プリンスさまっ♪』関連曲                                              |
| 2月17日  | knocking' the next-door／Last Flower                                                                        | シンガンクリムゾンズ［クロウ（谷山紀章）］ | 「knocking' the next-door」 「Last Flower」                                     | ゲーム『SHOW BY ROCK!!』関連曲                                                      |
| 3月9日   | ボーイフレンド（仮）キャラクターソングアルバム vol.2                                                        | 九条生晋（遊佐浩二）、西園寺蓮（福山潤）、鷹司正臣（谷山紀章）、壬生虎冴（柿原徹也） | 「君が答えに辿り着くまで」                                                      | ゲーム『ボーイフレンド（仮）』関連曲                                                |
| 8月17日  | Break up all this World                                                                                     | シンガンクリムゾンズ［クロウ（谷山紀章）］ | 「Break up all this World」 「NeoN」                                            | テレビアニメ『SHOW BY ROCK!!』関連曲                                                |
| 10月5日  | マジLOVEレジェンドスター                                                                                    | ST☆RISH | 「マジLOVEレジェンドスター」                                                    | テレビアニメ『うたの☆プリンスさまっ♪ マジLOVEレジェンドスター』エンディングテーマ   |
| 10月5日  | マジLOVEレジェンドスター                                                                                    | ST☆RISH | 「未来、夢、ありがとう…そして！」                                               | テレビアニメ『うたの☆プリンスさまっ♪ マジLOVEレジェンドスター』挿入歌               |
| 10月5日  | TVアニメ『文豪ストレイドッグス』キャラクターソングミニアルバム 其ノ参                                       | 中原中也（谷山紀章） | 「DARKNESS MY SORROW」                                                          | テレビアニメ『文豪ストレイドッグス』関連曲                                          |
| 10月26日 | ボーイフレンド（仮）きらめき☆ノート コンプリートコレクション#theme                                          | 鷹司正臣（谷山紀章）、壬生虎冴（柿原徹也） | 「☆Make Your Stage」                                                            | ゲーム『ボーイフレンド（仮）きらめき☆ノート』関連曲                                 |
| 11月23日 | うたの☆プリンスさまっ♪ マジLOVEレジェンドスター DUET IDOL SONG 四ノ宮那月&帝ナギ                            | 四ノ宮那月（谷山紀章）、帝ナギ（代永翼） | 「Grown empathy」                                                               | テレビアニメ『うたの☆プリンスさまっ♪ マジLOVEレジェンドスター』挿入歌               |
| 11月23日 | うたの☆プリンスさまっ♪ マジLOVEレジェンドスター DUET IDOL SONG 四ノ宮那月&帝ナギ                            | 四ノ宮那月（谷山紀章） | 「Tears in love」                                                               | テレビアニメ『うたの☆プリンスさまっ♪ マジLOVEレジェンドスター』関連曲               |
| 11月23日 | 背徳のカタストロフィ/Re:Climb                                                                               | シンガンクリムゾンズ［クロウ（谷山紀章）］ | 「背徳のカタストロフィ」 「Re:Climb」                                           | テレビアニメ『SHOW BY ROCK!!#』挿入歌                                               |
| 2017年   | | |                                                                                 |                                                                                     |
| 1月11日  | DVD&Blu-ray「うたの☆プリンスさまっ♪マジLOVE レジェンドスター 1」特典CD                                      | ST☆RISH、QUARTET NIGHT、HE★VENS | 「夢を歌へと…！」                                                               | テレビアニメ『うたの☆プリンスさまっ♪ マジLOVEレジェンドスター』挿入歌               |
| 1月18日  | TVアニメ『SHOW BY ROCK!!』OST Plus 2                                                                        | プラズマジカ、シンガンクリムゾンズ［クロウ（谷山紀章）］、トライクロニカ［シュウ☆ゾー（宮野真守）］、クリティクリスタ［ロージア（日高里菜）］、徒然なる操り霧幻庵［ダル太夫（潘めぐみ）］                                                                            | 「My Resolution〜未来への絆〜（TV Special edit.）」                             | テレビアニメ『SHOW BY ROCK!!#』挿入歌                                               |
| 1月18日  | SHOW BY ROCK!!# 関連CD アニメイト連動購入特典CD                                                             | シンガンクリムゾンズ［クロウ（谷山紀章）］ | 「Crimson Tribe」                                                               | テレビアニメ『SHOW BY ROCK!!#』関連曲                                               |
| 3月22日  | We are ロデオスパイダー                                                                                     | ロデオスパイダー | 「We are ロデオスパイダー」 「君はアレ」 「SNSは気にならない」                  | テレビアニメ『ぐらP&ろで夫II』挿入歌                                                |
| 4月26日  | Rusty Honesty                                                                                               | ジャン・キルシュタイン（谷山紀章） | 「Rusty Honesty」                                                               | テレビアニメ『進撃の巨人』関連曲                                                    |
| 5月17日  | SHOW BY ROCK!!# BD 第6巻特装限定版 完全新作スペシャルCD                                                     | クロウ（谷山紀章） | 「紅のballade」                                                                 | テレビアニメ『SHOW BY ROCK!!#』関連曲                                               |
| 5月17日  | SHOW BY ROCK!!# BD アニメイト全巻購入特典CD                                                                 | シンガンクリムゾンズ［クロウ（谷山紀章）］ | 「紅きRevolution」                                                              | テレビアニメ『SHOW BY ROCK!!#』関連曲                                               |
| 6月7日   | TVアニメ『うたの☆プリンスさまっ♪マジLOVEレジェンドスター』 BD・DVD第6巻特典CD                               | ST☆RISH | 「WE ARE ST☆RISH!!」                                                            | テレビアニメ『うたの☆プリンスさまっ♪ マジLOVEレジェンドスター』挿入歌               |
| 11月15日 | うたの☆プリンスさまっ♪ Shining LiveテーマソングCD                                                           | 一十木音也（寺島拓篤）、聖川真斗（鈴村健一）、四ノ宮那月（谷山紀章）、一ノ瀬トキヤ（宮野真守）、神宮寺レン（諏訪部順一）、来栖翔（下野紘）、愛島セシル（鳥海浩輔）                                                                                                   | 「Shining☆Romance」                                                             | ゲーム『うたの☆プリンスさまっ♪ Shining Live』テーマソング                           |
| 11月29日 | ハイリゲンシュタットの歌 オリジナルサウンドトラック                                                         | 忘却の使徒（谷山紀章） | 「？？？」                                                                      | ゲーム『ハイリゲンシュタットの歌』関連曲                                            |
| 2018年   | | |                                                                                 |                                                                                     |
| 1月17日  | うたの☆プリンスさまっ♪ Shining Masterpiece Show Lost Alice                                                  | 寿嶺二（森久保祥太郎）、黒崎蘭丸（鈴木達央）、聖川真斗（鈴村健一）、四ノ宮那月（谷山紀章） | 「Lost Alice」                                                                  | 『うたの☆プリンスさまっ♪』関連曲                                                    |
| 1月24日  | ボーイフレンド（仮）プロジェクト ミュージックアルバム 藤城学園 #02                                          | 3-A | 「Respect × Respect」                                                           | ゲーム『ボーイフレンド（仮）きらめき☆ノート』関連曲                                 |
| 2月14日  | ウルトラブラスト                                                                                            | ST☆RISH | 「ウルトラブラスト」 「ファンタジック☆プレリュード」                            | 劇場アニメ『劇場版 うたの☆プリンスさまっ♪ マジLOVEキングダム』挿入歌                |
| 6月27日  | 俺ジナルソングス                                                                                            | PRISMA | 「要注意狂女騎士」                                                              | テレビアニメ『魔法少女 俺』挿入歌                                                   |
| 8月29日  | ENDLESS!!!!                                                                                                 | SHOWBYROCK!! Family | 「ENDLESS!!!!」                                                                 | ゲーム『SHOW BY ROCK!!』関連曲                                                      |
| 8月29日  | ENDLESS!!!!                                                                                                 | SHINGANWHITEEZ［クロウ（谷山紀章）］ | 「光ノTSUBASA」                                                                 | ゲーム『SHOW BY ROCK!!』関連曲                                                      |
| 9月5日   | Own The Night〜イケメンライブ 恋の歌をキミに イケラブ 1st ALBUM〜                                           | 朱真遥音（KENN）、銀波律（蒼井翔太）、東雲詠介（谷山紀章）、蘇芳楽（梶裕貴）、眞白奏（深町寿成）、千草響一郎（伊東健人）、天宮アンリ（大河元気）、藍墨晃揮（近藤隆）、藤代旋（黒田崇矢）、銀波弓弦（植田圭輔）、椿麻琴（小野友樹）、木蘭宗詩（市川太一）             | 「最愛PHRASE」                                                                  | ゲーム『イケメンライブ 恋の歌をキミに』主題歌                                       |
| 9月5日   | Own The Night〜イケメンライブ 恋の歌をキミに イケラブ 1st ALBUM〜                                           | HOUNDS | 「HORIZON」                                                                     | ゲーム『イケメンライブ 恋の歌をキミに』関連曲                                       |
| 11月21日 | うたの☆プリンスさまっ♪Eternal Song CD「雪月花」                                                             | 一十木音也（寺島拓篤）、聖川真斗（鈴村健一）、四ノ宮那月（谷山紀章）、一ノ瀬トキヤ（宮野真守）、神宮寺レン（諏訪部順一）、来栖翔（下野紘）、愛島セシル（鳥海浩輔）、寿嶺二（森久保祥太郎）、黒崎蘭丸（鈴木達央）、美風藍（蒼井翔太）、カミュ（前野智昭）             | 「雪月花」                                                                      | ゲーム『うたの☆プリンスさまっ♪』関連曲                                              |
| 12月26日 | 劇場版 うたの☆プリンスさまっ♪ マジLOVEキングダム スペシャルユニットドラマCD 那月・蘭丸・瑛一                | 四ノ宮那月（谷山紀章）、黒崎蘭丸（鈴木達央）、鳳瑛一（緑川光） | 「エゴイスティック」                                                            | 劇場アニメ『劇場版 うたの☆プリンスさまっ♪ マジLOVEキングダム』挿入歌                |
| 2019年   | | |                                                                                 |                                                                                     |
| 6月19日  | P SHOW BY ROCK!! CD                                                                                         | シンガンクリムゾンズ［クロウ（谷山紀章）］ | 「Anti-Destiny」                                                                | パチンコ『P SHOW BY ROCK!!』関連曲                                                  |
| 8月7日   | 四ノ宮那月 うたの☆プリンスさまっ♪ソロベストアルバム「SUKI×SUKIはなまる！」                                  | 四ノ宮那月（谷山紀章） | 「月ノ唄」 「SUKI×SUKIはなまる！」                                              | 『うたの☆プリンスさまっ♪』関連曲                                                    |
| 8月28日  | うたの☆プリンスさまっ♪ Shining Live テーマソングCD2                                                         | 一十木音也（寺島拓篤）、聖川真斗（鈴村健一）、四ノ宮那月（谷山紀章）、一ノ瀬トキヤ（宮野真守）、神宮寺レン（諏訪部順一）、来栖翔（下野紘）、愛島セシル（鳥海浩輔）                                                                                                   | 「WONDER☆RONDO」                                                                | ゲーム『うたの☆プリンスさまっ♪ Shining Live』テーマソング                           |
| 12月18日 | SHOW BY ROCK!! BEST Vol.3                                                                                   | シンガンクリムゾンズ［クロウ（谷山紀章）］ | 「幻影のシュトライヒ」 「Scarlet Eyes」 「Ragnarøk」                            | ゲーム『SHOW BY ROCK!!』関連曲                                                      |
| 12月18日 | SHOW BY ROCK!! BEST Vol.3                                                                                   | シンガンミルクリムゾンズ［クロウ（谷山紀章）］ | 「Rising High!!」                                                               | ゲーム『SHOW BY ROCK!!』関連曲                                                      |
| 12月25日 | 劇場版 うたの☆プリンスさまっ♪ マジLOVEキングダム BD・DVD特典CD                                              | ST☆RISH、QUARTET NIGHT、HE★VENS | 「マジLOVEキングダム」 「Welocme to UTA☆PRI KINGDOM!!」                         | 劇場アニメ『劇場版 うたの☆プリンスさまっ♪ マジLOVEキングダム』挿入歌                |
| 2020年   | | |                                                                                 |                                                                                     |
| 3月25日  | ヴォーカル集 金色のコルダ4 VOICEFUL                                                                         | 東金千秋（谷山紀章） | 「LOVE CHAIN」                                                                  | ゲーム『金色のコルダ4』関連曲                                                       |
| 4月15日  | うたの☆プリンスさまっ♪ Another World〜WHITE&BLACK〜 テーマソングCD                                          | WHITE GRAVITY | 「WHITE GRAVITY」                                                               | イベント『うたの☆プリンスさまっ♪ Another World〜WHITE&BLACK〜』テーマソング         |
| 6月24日  | Unfinished Melody 〜GRANBLUE FANTASY〜                                                                      | アオイドス（谷山紀章） | 「Unfinished Melody」 「Judgment Night」 「Bloody Garden」                      | ゲーム『グランブルーファンタジー』関連曲                                            |
| 9月16日  | SUPER STAR/THIS IS...!/Genesis HE★VENS                                                                      | 一十木音也（寺島拓篤）、聖川真斗（鈴村健一）、四ノ宮那月（谷山紀章）、一ノ瀬トキヤ（宮野真守）、神宮寺レン（諏訪部順一）、来栖翔（下野紘）、愛島セシル（鳥海浩輔）                                                                                                   | 「SUPER STAR」                                                                  | 『うたの☆プリンスさまっ♪』関連曲                                                    |
| 10月7日  | 僕とで いいじゃない E.P.                                                                                    | 皇烈生（谷山紀章） | 「NIGHT OF FIRE」                                                               | 『パラホス』関連曲                                                                  |
| 10月28日 | 幕末Rock虚魂ドラマCD第1幕 超魂再臨!!                                                                        | 超魂團 | 「CAME BACK」                                                                   | 『幕末Rock 虚魂』関連曲                                                             |
| 12月25日 | 幕末Rock虚魂ドラマCD第2幕 黄泉歌聖そしてクライマックスへ                                                    | 超魂團 | 「harmonize」                                                                   | 『幕末Rock 虚魂』関連曲                                                             |
| 12月25日 | 幕末Rock虚魂ドラマCD第1幕&第2幕 アニメイト特典CD                                                            | 坂本龍馬（谷山紀章）、久坂玄機（速水奨） | 「意志貫徹」                                                                    | 『幕末Rock 虚魂』関連曲                                                             |
| 2021年   | | |                                                                                 |                                                                                     |
| 2月17日  | TVアニメ「SHOW BY ROCK!! STARS!!」挿入歌ミニアルバム Vol.1                                                  | シンガンクリムゾンズ［クロウ（谷山紀章）］ | 「I'm JOKER」                                                                   | テレビアニメ『SHOW BY ROCK!! STARS!!』挿入歌                                        |
| 3月24日  | パラホス MEGA-MIX                                                                                           | パラホスDREAM LOVE&JEALOUS | 「BEAT OF THE RISING SUN」 「スペシャルMEGA MIX（P's LIVE! -Boys Side- ver.）」 | 『パラホス』関連曲                                                                  |
| 3月24日  | パラホス MEGA-MIX                                                                                           | 皇烈生（谷山紀章） | 「READY STEADY GO」                                                             | 『パラホス』関連曲                                                                  |
| 3月25日  | アノカナタリウム（TV edit）                                                                                 | SHOWBYROCK!!STARS! | 「アノカナタリウム（TV edit）」                                                 | テレビアニメ『SHOW BY ROCK!! STARS!!』挿入歌                                        |
| 4月21日  | SHOW BY ROCK!! BEST Vol.4                                                                                   | シンガンクリムゾンズ［クロウ（谷山紀章）］ | 「MAGMA」                                                                       | ゲーム『SHOW BY ROCK!! Fes A Live』関連曲                                           |
| 4月21日  | SHOW BY ROCK!! BEST Vol.4                                                                                   | クロウ（谷山紀章）、ヤス（伊東健人） | 「運命のSocial Distance」                                                       | ゲーム『SHOW BY ROCK!! Fes A Live』関連曲                                           |
| 6月2日   | うたの☆プリンスさまっ♪10th Anniversary CD                                                                   | 一十木音也（寺島拓篤）、聖川真斗（鈴村健一）、四ノ宮那月（谷山紀章）、一ノ瀬トキヤ（宮野真守）、神宮寺レン（諏訪部順一）、来栖翔（下野紘）、愛島セシル（鳥海浩輔）                                                                                                   | 「STAR WISH」                                                                   | 『うたの☆プリンスさまっ♪』関連曲                                                    |
| 6月4日   | JOH!仏 〜SANKIEMON〜 -二経-/ちみ・ちみMORYO -二経-                                                          | BōZ | 「JOH!仏 〜SANKIEMON〜 -二経-」 「ちみ・ちみMORYO -二経-」                      | テレビアニメ『SHAMAN KING』挿入歌                                                   |
| 7月21日  | SHOW BY ROCK!! STARS!! BD第4巻特典CD                                                                        | クロウ（谷山紀章）、シュウ☆ゾー（宮野真守） | 「Two-faced」                                                                   | テレビアニメ『SHOW BY ROCK!! STARS!!』関連曲                                        |
| 8月20日  | ファウスト・ラブ/ちみ・ちみMORYO -二経- Remix                                                               | BōZ | 「ちみ・ちみMORYO -二経- Remix」                                                | テレビアニメ『SHAMAN KING』関連曲                                                   |
| 8月25日  | うたの☆プリンスさまっ♪Shining All Star CD3                                                                  | 一十木音也（寺島拓篤）、聖川真斗（鈴村健一）、四ノ宮那月（谷山紀章）、一ノ瀬トキヤ（宮野真守）、神宮寺レン（諏訪部順一）、来栖翔（下野紘）、愛島セシル（鳥海浩輔）                                                                                                   | 「Grateful friends, Graceful ways」                                             | 『うたの☆プリンスさまっ♪』関連曲                                                    |
| 2022年   | | |                                                                                 |                                                                                     |
| 4月6日   | SHOW BY ROCK!! BEST Selection!!                                                                             | シンガンクリムゾンズ［クロウ（谷山紀章）］ | 「泉 Shangri-la」                                                               | テレビアニメ『SHOW BY ROCK!!』関連曲                                                |
| 4月6日   | SHOW BY ROCK!! BEST Selection!!                                                                             | シアン（稲川英里）、クロウ（谷山紀章） | 「Rocker」                                                                      | ゲーム『SHOW BY ROCK!!』関連曲                                                      |
| 4月6日   | 『劇場版 うたの☆プリンスさまっ♪ マジLOVEスターリッシュツアーズ』メインテーマ マジLOVEスターリッシュツアーズ | 一十木音也（寺島拓篤）、聖川真斗（鈴村健一）、四ノ宮那月（谷山紀章）、一ノ瀬トキヤ（宮野真守）、神宮寺レン（諏訪部順一）、来栖翔（下野紘）、愛島セシル（鳥海浩輔）                                                                                                   | 「マジLOVEスターリッシュツアーズ」 「ST☆RT OURS」                               | 劇場アニメ『劇場版 うたの☆プリンスさまっ♪ マジLOVEスターリッシュツアーズ』挿入歌    |
| 6月15日  | 劇場版 うたの☆プリンスさまっ♪ マジLOVEスターリッシュツアーズ アイドルソング 四ノ宮那月                      | 四ノ宮那月（谷山紀章） | 「愛をボナペティ♪」 「With Ding Dong」                                          | 劇場アニメ『劇場版 うたの☆プリンスさまっ♪ マジLOVEスターリッシュツアーズ』挿入歌    |
| 8月24日  | 劇場版 うたの☆プリンスさまっ♪ マジLOVEスターリッシュツアーズ クロスユニットアイドルソング                   | 一十木音也（寺島拓篤）、聖川真斗（鈴村健一）、四ノ宮那月（谷山紀章）、一ノ瀬トキヤ（宮野真守）、神宮寺レン（諏訪部順一）、来栖翔（下野紘）、愛島セシル（鳥海浩輔）                                                                                                   | 「UUUU」                                                                        | 劇場アニメ『劇場版 うたの☆プリンスさまっ♪ マジLOVEスターリッシュツアーズ』挿入歌    |
| 9月2日   | SET LIST 2 ～劇場版 うたの☆プリンスさまっ♪ マジLOVEスターリッシュツアーズ 挿入歌集～                        | 一十木音也（寺島拓篤）、聖川真斗（鈴村健一）、四ノ宮那月（谷山紀章）、一ノ瀬トキヤ（宮野真守）、神宮寺レン（諏訪部順一）、来栖翔（下野紘）、愛島セシル（鳥海浩輔）                                                                                                   | 「続け…！ ISHの旅へ」                                                           | 劇場アニメ『劇場版 うたの☆プリンスさまっ♪ マジLOVEスターリッシュツアーズ』挿入歌    |
| 12月23日 | Crimson Blaze                                                                                               | シンガンクリムゾンズ［クロウ（谷山紀章）］ | 「Crimson Blaze」                                                               | ゲーム『SHOW BY ROCK!! Fes A Live』関連曲                                           |
| 2023年   | | |                                                                                 |                                                                                     |
| 7月22日  | Ragnarök | SYANA［伊龍恒河（谷山紀章）］ | 「Ragnarök」                                                                    | 劇場アニメ『劇場版アルゴナビス AXIA』挿入歌                                         |
| 9月12日  | 劇場版アルゴナビス AXIA                                                                                     | SYANA［伊龍恒河（谷山紀章）］ | 「Ragnarök」                                                                    | 劇場アニメ『劇場版アルゴナビス AXIA』挿入歌                                         |

### その他参加楽曲
| 発売日         | 商品名                                                         | 歌                                 | 楽曲                               | 備考                                                      |
| -------------- | -------------------------------------------------------------- | ---------------------------------- | ---------------------------------- | --------------------------------------------------------- |
| 不明           | アカネマニアックス応募者全員サービスオリジナルサウンドトラック | 谷山紀章                           | 「Be wish! My soul」               | OVA『アカネマニアックス』イメージソング                   |
| 2008年8月15日  | Novin’／フォトグラフ                                           | 谷山紀章                           | 「Novin'」                         | ゲーム『放課後は白銀の調べ』オープニングテーマ            |
| 2009年6月25日  | -                                                              | 谷山紀章                           | 「Crescent」                       | ゲーム『Under The Moon 〜クレセント〜』オープニングテーマ |
| 2009年6月25日  | -                                                              | 谷山紀章                           | 「just the way you are」           | ゲーム『Under The Moon 〜クレセント〜』エンディングテーマ |
| 2010年9月22日  | Elements Garden III -phenomena-                                | Elements Garden（Vocal：谷山紀章） | 「PLEASE KILL OUR MUSIC」          |                                                           |
| 2017年12月20日 | Shizuka Kudo Tribute                                           | 谷山紀章                           | 「めちゃくちゃに泣いてしまいたい」 |                                                           |

## 書籍

### 雑誌連載
- 声優アニメディア「GRANRODEO KISHOWの帰結する共犯者」（2010年6月号 - 2017年9月号）

### 写真集
- 谷山紀章写真集「KROSS OVER」（2023年）